# Música del Brasil
La música del Brasil és una de les expressions més importants de la cultura brasilera. Es va formar, principalment, a partir de la fusió d'elements indígenes, europeus i africans, aquests darrers arribats a l'Amèrica portuguesa per colonitzadors portuguesos i negres esclavitzats de l'Àfrica Occidental Portuguesa i l'Oriental.
Fins al segle xix, Portugal va ser la principal via d'entrada de les influències que van donar forma a la música brasilera, tant clàssica com popular. Els europeus van introduir la major part de l'instrumental, el sistema harmònic, la literatura musical i una bona part dels gèneres musicals cultivats al país al llarg dels segles. La major aportació de l'element africà va ser la diversitat rítmica, a més d'alguns balls i instruments, que van tenir un important paper en el desenvolupament de la música popular i el folclore. Els indígenes van deixar una gran influència en la música brasilera, però que no va ser degudament posada en valor fins al segle xx. Un dels trets principals de la música brasilera ha sigut la capacitat per extreure ingredients de tots tres orígens per a crear estils autòctons nous.
El Brasil s'ha considerat un país musicalment hermètic, doncs el consum de música nacional (d'artistes i estils propis) ha sigut sempre majoritari. Al país s'han creat multitud de gèneres musicals: choro, marchinha de carnaval, samba, forró, baião, bossa nova, sertanejo, axé music o funk carioca en són exemples. Si bé la samba és un estil mundialment conegut, es pot considerar que l'exportació musical brasilera ha sigut reduïda. Entre els noms propis de major èxit internacional, destaquen Carmen Miranda, la primera diva llatina de Hollywood; la bossa nova de Tom Jobim i João Gilberto, readaptada després per Sérgio Mendes; i ja en el nostre segle, el funk carioca d'Anitta.

## Música indígena
La música indígena brasilera és un aspecte fonamental de les comunitats indígenes que habiten el país, sobretot a les regions amazònica i del centre-oest, on el contacte amb els colonitzadors va ser menor. A les reduccions jesuítiques del sud del Brasil, europeus i indígenes van conviure-hi i es va produir un intercanvi artístic. El Brasil va viure d'esquenes a la música indígena fins a la recuperació històrica que es va fer des del moviment modernista, gràcies a figures com Mário de Andrade i Heitor Villa-Lobos.
Aquesta música està estretament vinculada a rituals religiosos i socials, com el Quarup, el Yawari o l'Iamurikumã, on la dansa i la música tenen un paper central per connectar amb els avantpassats, exorcitzar mals esperits, realitzar màgia o curacions, i en celebracions col·lectives. Els xamans o líders espirituals són els principals creadors de noves composicions, sovint inspirades en somnis o trànsits que els connecten amb déus i avantpassats. A més, hi ha normes estrictes sobre qui pot interpretar certs instruments i melodies, amb algunes composicions reservades exclusivament per a homes o dones, segons el context cerimonial.
Els instruments musicals dels indis són diversos i inclouen percussió, vent i altres, fets amb materials naturals com llavors, fusta i ossos. La seva música no segueix el sistema tonal occidental, però es caracteritza per una gran complexitat en els timbres i ritmes, tot i que no presenta polifonia o harmonia com la música occidental. És majoritàriament monòdica o heterofònica i es transmet oralment entre generacions, ja que no hi ha notació escrita.
En algunes zones on la música indígena es va fusionar amb elements africans, van sorgir manifestacions culturals híbrides, que il·lustren la capacitat de la cultura nadiua per a adaptar-se a noves influències, al mateix temps que conserva elements essencials de la seva tradició. Alguns exemples d'aquesta barreja són el coco i el forró.

## Música erudita

### Brasil colonial
Les primeres manifestacions de música erudita al Brasil van sorgir amb els jesuïtes, que van arribar al Brasil colonial l'any 1549. Aquests missioners van establir escoles de música a les seves reduccions, on els indígenes van aprendre música europea amb l'objectiu de facilitar la seva conversió al cristianisme. Durant els segles xvii i xviii, les reduccions jesuïtes al sud del Brasil es van convertir en autèntics conservatoris, on els nadius no només van aprendre a interpretar música sinó que també van participar en la construcció d'instruments. Així, es va fomentar un intercanvi cultural, tot i que majoritàriament les composicions provenien de tradicions europees, sense una gran aportació creativa pròpia per part dels indígenes. Tanmateix, la presència dels indígenes en la vida musical del Brasil va anar disminuint a mesura que les poblacions natives fugien cap a regions més remotes, allunyant-se del contacte amb els colonitzadors europeus.
La producció musical de la població africana esclavitzada va ser inicialment marginada. Amb el temps, els esclaus van començar a ser reconeguts per la seva habilitat musical i, ocasionalment, van ser educats dins dels estàndards musicals europeus. Així, molts negres i mulats van acabar formant orquestres i bandes que van guanyar reconeixement per la seva qualitat interpretativa. Aquest fenomen va ser crucial per a la consolidació de la música brasilera, ja que aquests músics no només van destacar en l'execució sinó també en la composició, sent la majoria dels músics professionals de l'època colonial mulats lliures. Sense suport financer, aquests músics van crear germandats que funcionaven com un gremi, s'encarregaven de la contractació d'espectacles, l'establiment de preus, l'acceptació de nous candidats i mantenien una caixa de socors.
Fins a mitjans del segle xvii, la producció musical al Brasil se centrava als estats del litoral nord-est (Bahia i Pernambuco), els centres de l'economia colonial. Dissortadament, no s'ha conservat cap partitura d'aquella època. Conforme la societat s'enriquia i les ciutats creixien, es van construir teatres i sales en altres punts, com Rio de Janeiro, São Paulo, Belém o São Luís, a més de Salvador i Recife. La capitania de Minas Gerais va tenir un fort creixement al segle xviii, gràcies al descobriment d'or i altres pedres precioses. De retruc, va experimentar un gran auge musical, conegut com l'Escola Mineira. Ciutats com Vila Rica, Mariana i Diamantina van esdevenir centres culturals importants, on es van formar algunes de les primeres orquestres permanents del país, com la Lira Sanjoanense i l'Orquestra Ribeiro Bastos. L'Escola Mineira va créixer sobre l'influx del barroc, però ràpidament va adaptar-se al neoclassicisme de Haydn, Mozart, Pleyel o Boccherini. El compositor més destacat d'aquest període va ser José Joaquim Emerico Lobo de Mesquita, professor, compositor i organista a Vila Rica i a Rio de Janeiro.

### Brasil monàrquic
L'arribada de la cort portuguesa al Brasil el 1808 va transformar-ne radicalment la vida musical. La presència de la família reial va promoure la creació d'estructures musicals formals, com la reorganització de la Capella Reial i la construcció del Teatre Reial. Aquest període va estar marcat per l'arribada de músics i compositors europeus al Brasil, ajudant a difondre la música europea. També va destacar la figura del pare José Maurício Nunes Garcia, considerat el primer gran compositor brasiler. Malgrat ser d'origen humil, va aconseguir una gran reputació com a compositor de música sacra, deixant una obra extensa que inclou misses i motets. Aquest apogeu va tenir una curta durada: Joan VI va tornar a Lisboa el 1821 i a continuació va esclatar la Guerra d'Independència del Brasil. El nou emperador Pere I era un amant de la música: va ser el creador de l'Himne de la Independència i va ordenar la reconstrucció del Teatre Reial, destruït en un incendi, i que va rebre el nom de São Pedro de Alcântara; però el 1831 va marxar a Portugal, deixant el Brasil en les mans del seu fill de cinc anys.
| Il Guarany |
|            |
| Obertura   |
|            |

Un dels deixebles de Nunes Garcia, Francisco Manuel da Silva, va ser el compositor de l'Himne Nacional (1831) i va ser un reconegut dinamitzador de la vida artística a la capital brasilera, creant el Conservatori i dirigint el Teatre Reial i l'Òpera Nacional. També va ser un dels introductors al país del romanticisme, estil sota el què la música brasilera va continuar evolucionant, especialment en l'àmbit de l'òpera. Antônio Carlos Gomes va ser el compositor brasiler més destacat d'aquest període, aconseguint èxit internacional amb òperes com Il Guarany i Lo Schiavo. Aquestes òperes, basades en temes nacionalistes, però amb una estètica europea, van ser aclamades en teatres europeus com La Scala de Milà. L'òpera es va convertir en una autèntica obsessió al Brasil, amb representacions freqüents d'obres de Rossini, Bellini, Donizetti i Verdi, tant a Rio de Janeiro com a altres ciutats com São Paulo i Recife.

### Brasil republicà
Les idees liberals arribades de França van portar al país la necessitat de resignificar el sentiment nacionalista i desembocarien en el cop d'estat que va proclamar la república l'any 1889. A partir de la dècada del 1860, els compositors brasilers van començar a explorar el ric folklore del país per crear una música més autènticament brasilera. Figures com Brasílio Itiberê da Cunha i Alberto Nepomuceno van ser pioners en la incorporació d'elements nacionals a les seves obres. Nepomuceno, en particular, va ser una figura clau en aquest moviment, utilitzant ritmes i melodies populars brasileres per crear una síntesi innovadora amb les formes musicals europees.

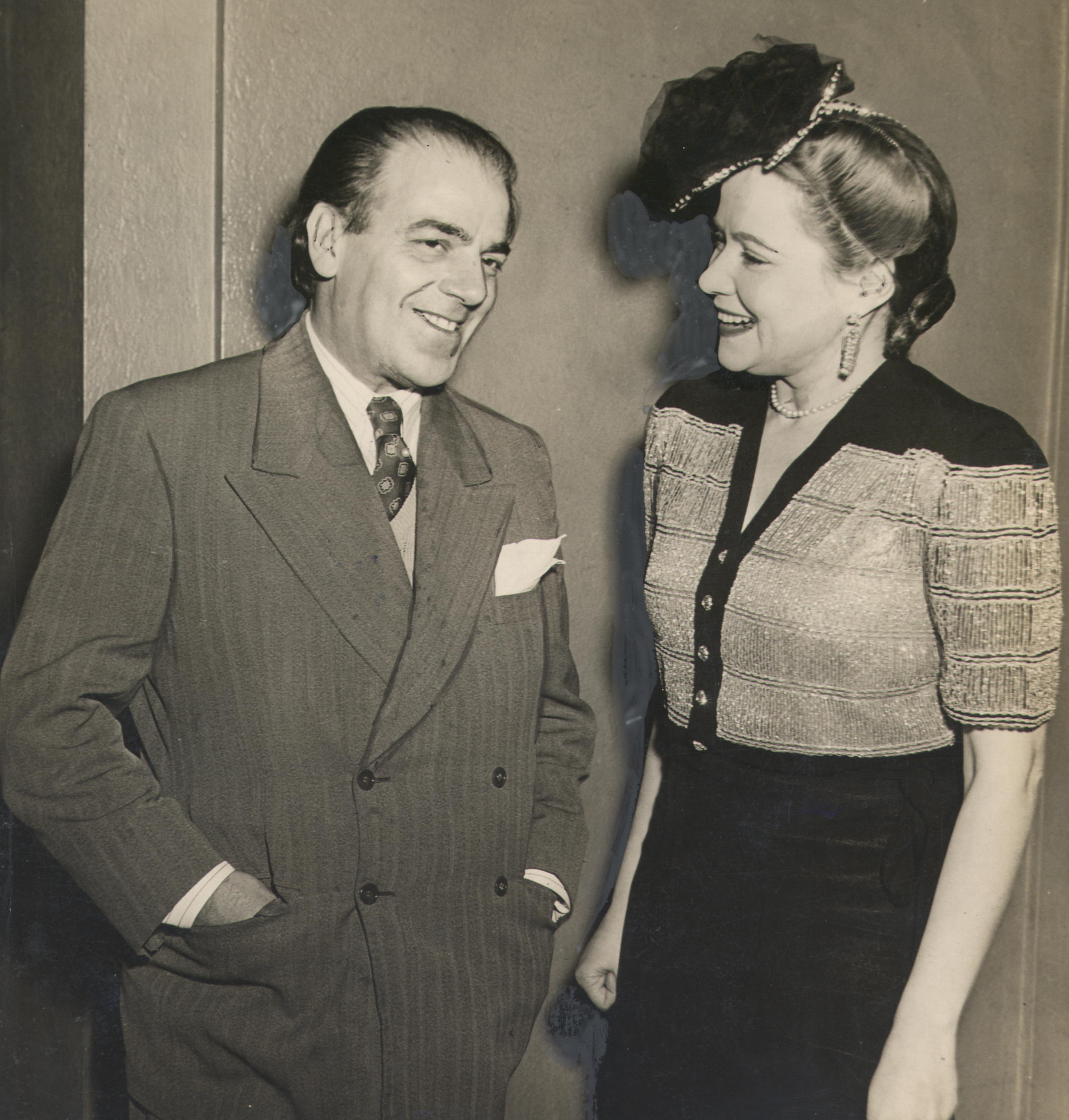
Heitor Villa-Lobos i la soprano Bidu Sayão.

Un esdeveniment crucial en la història de la música brasilera va ser la Semana de Arte Moderna de 1922, que va marcar el punt d'inici del moviment modernista al Brasil. Tot i que la música va tenir una presència limitada en aquest esdeveniment, el compositor Heitor Villa-Lobos hi va destacar com una de les figures més importants del nacionalisme musical brasiler. Villa-Lobos va ser autor d'una profunda investigació del folklore musical brasiler, integrant aquests elements en les seves obres i creant un estil únic que fusionava tradicions populars i erudites. Les seves obres més destacades inclouen les sèries Choros i Bachianas Brasileiras, així com altres peces importants com A Prole do Bebê i Uirapuru. El compositor carioca va ser un dels membres fundadors de l'Acadèmia Brasilera de Música. Durant la primera meitat del segle xx, altres compositors com Francisco Mignone i Camargo Guarnieri també van contribuir al desenvolupament de la música brasilera, explorant el nacionalisme musical des de diferents perspectives.
El Brasil va experimentar un moviment d'avantguarda musical amb la creació del Movimento Música Viva el 1939. Liderat pel germano-brasiler Hans Joachim Koellreutter, aquest moviment va advocar per l'adopció de tècniques internacionals com el serialisme o el dodecafonisme. Alguns dels compositors més destacats d'aquest moviment van ser Claudio Santoro i César Guerra-Peixe. En les dècades següents, el Brasil va continuar explorant noves formes musicals. El moviment Música Nova, liderat per Gilberto Mendes, va introduir tècniques avantguardistes com la microtonalitat i la música concreta i l'electroacústica. A mesura que avançava el segle, compositors com Marlos Nobre, Almeida Prado i Armando Albuquerque van buscar sintetitzar elements tradicionals i experimentals, creant una música rica en diversitat estilística.
Pel que fa a l'educació i la interpretació musical, el Brasil ha desenvolupat una infraestructura sòlida amb orquestres simfòniques establertes a diverses ciutats, com l'Orquestra Simfònica Brasilera i l'Orquestra Simfònica de l'Estat de São Paulo. A més, aconteixements com el Festival d'Hivern de Campos do Jordão s'han convertit en esdeveniments de referència. En la darrera meitat del segle, van destacar noms com els directors d'orquestra Eleazar de Carvalho o Isaac Karabtchevsky o els pianistes Antônio Meneses, Nelson Freire, Guiomar Novaes i Magda Tagliaferro.

## Música tradicional o folklòrica

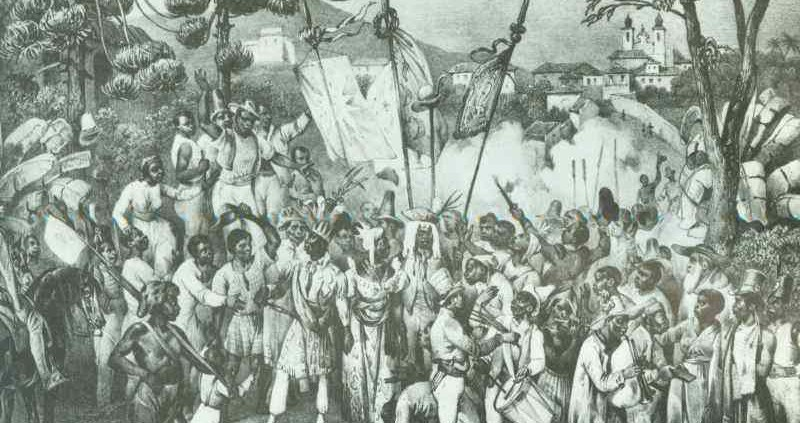
Congada al

La música folklòrica es constitueix per expressions musicals transmeses de generació en generació, quan els mitjans de comunicació i el mercat de consum encara no exercien la seva influència diluidora. Es distingeix per la virtual absència d'interès comercial en la producció, doncs moltes vegades té autoria anònima o col·lectiva, i està essencialment vinculada a l'oralitat, en una transmissió tradicional a través de les generacions.
Els diferents estils acostumen a donar espai a les improvisacions i variacions; poden fer ús d'estructures i harmonies poc comunes, com ara l'ús de modes medievals, i sovint està lligada a festivitats tradicionals, així com a llegendes i mites característics de cada regió. La majoria preserven influències arcaiques, on són detectables traços medievals europeus, ritmes indígenes i negres molt antics, o elements ètnics específics en aquelles regions on la immigració va establir-se en nuclis aïllats.
| Ciranda |
|         |
|         |
|         |

Entre les més típiques estan la congada, creada pel sincretisme entre les tradicions religioses dels esclaus congolesos i el catolicisme; els ternos-de-reis, associats a la festa del Dia de Reis; el repente, un desafiament musical d'improvisació entre dos cantants-guitarristes que té origen en els joglars de l'edat mitjana; o les cirandes, també arribades de Portugal i que formen part de l'univers infantil. Altres són: catira, cururu, toada, jongo, coco, bambelô, embolada, milonga, pajada, rancheira, bugio, carimbó...
A partir del final de la dècada del 1960, l'investigador Marcus Pereira va realitzar un extens projecte de rescat de la música d'arrel, que fou conegut com el Mapa musical del Brasil. Va publicar una col·lecció de 16 àlbums de música folklòrica de totes les regions del Brasil, i és considerat com un important treball de dimensions antropològiques i sociològiques.

## Música popular urbana

### Orígens

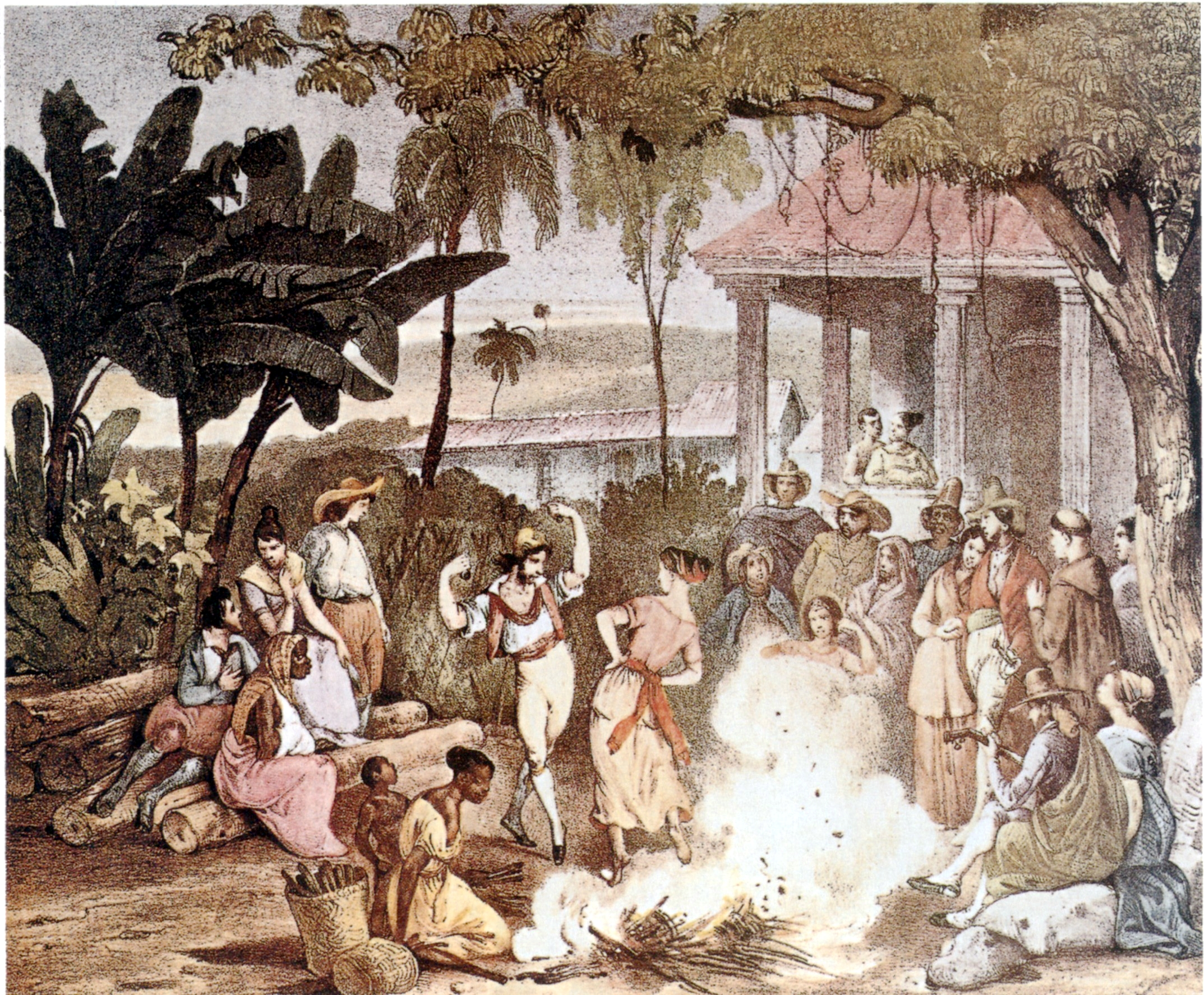
El lundu practicat al, en un gravat de Rugendas.

La música popular del Brasil és resultat de la confluència cultural de les tres ètnies principals que van formar el país: índigena, europea i africana. Com a manifestació cultural expressiva, va sorgir a principis del segle xix als principals centres del que aleshores era el Brasil colonial, en particular Rio de Janeiro, Pernambuco i Bahia. S'interpretaven modinhas i lundus a la guitarra, al piano o acompanyats de bandes instrumentals. Aquests van ser els principals gèneres musicals urbans a l'època de l'Imperi i l'inici de la República. Eren gaudits tant a les vetllades artístiques de l'elit de l'època com als carrers, tavernes i cases més senzilles, o al carrer, continuant l'estela de les tradicionals serenates.
El lundu era originàriament una dansa africana que va arribar al Brasil de la ma dels esclaus procedents d'Angola. Havia estat censurat a Portugal pel seu caràcter burleta i sensual, però al Brasil va recuperar el seu caràcter primitiu, tot i haver incorporat instruments com el bandolim. Més tard, el lundu —que inicialment no es cantava— va fer-se lloc a la ciutat i es va popularitzar com a ball de saló. Un altre ball molt antic és el cateretê, d'origen indígena i posteriorment influenciat pels esclaus africans.
La modinha té possiblement orígens portuguesos, a partir d'elements de l'òpera italiana. Domingos Caldas Barbosa va ser un dels seus primers grans exponents, publicant una sèrie de gran difusió a l'època. La modinha és, en termes generals, una cançó de caràcter sentimental de caràcter molt simplificat, sovint amb una estructura estròfica i un acompanyament reduït a una simple viola caipira o una guitarra. Tot i així, va ser una presència constant als saraus d'aristòcrates, en una versió més elaborada, amb flautes i altres instruments i textos de poetes importants com Tomás Antônio Gonzaga. La modinha va ser tan popular que els músics de la cort també van crear algunes peces del gènere, com Marcos Portugal, autor d'una sèrie amb lletra extreta de Marília de Dirceu (l'obra mestra de Gonzaga), o el pare José Maurício, autor de la famosa Beijo a mão que me condena.
| Um a zero                                                   |
|                                                             |
| Xoro enregistrat per Pixinguinha i Benedito Lacerda (1946). |
|                                                             |

Durant l'època colonial i al regnat de Pere I, els valsos, polques, xotis i tangos arribats d'Europa també van ser comuns en les festes de l'alta burgesia brasilera. D'una barreja de tots ells, més l'herència de la predominant modinha, naixeria el xoro, un estil musical batejat pel seu caràcter planyívol (choro vol dir plor). Va sorgir cap al 1880 i aviat va adquirir un caràcter propi, on la improvisació tenia un paper principal. Els grups de xoro tenien una formació habitual composta per flauta, cavaquinho i guitarra. És considerat el primer gènere musical genuïnament brasiler i els seus màxims representants van ser Joaquim Antônio da Silva Callado, Anacleto de Medeiros, Chiquinha Gonzaga, Ernesto Nazareth i Pixinguinha. El xoro va ser el gènere més popular durant tot el primer quart de segle, fins que va donar pas a la seva hereva, la samba. Amb tot, continua sent apreciada per un gran nombre de brasilers, i en ple segle xxi hi ha una sèrie d'artistes de xoro reconeguts com Altamiro Carrilho o Yamandu Costa.

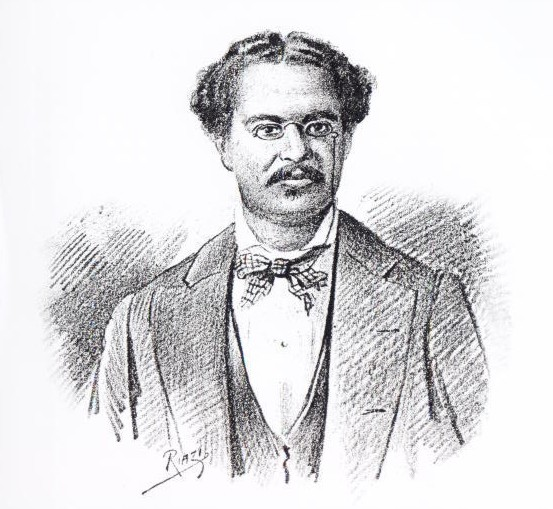
Joaquim Callado
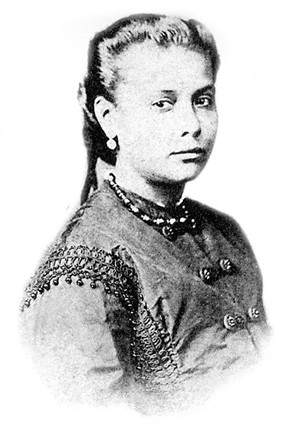
Chiquinha Gonzaga
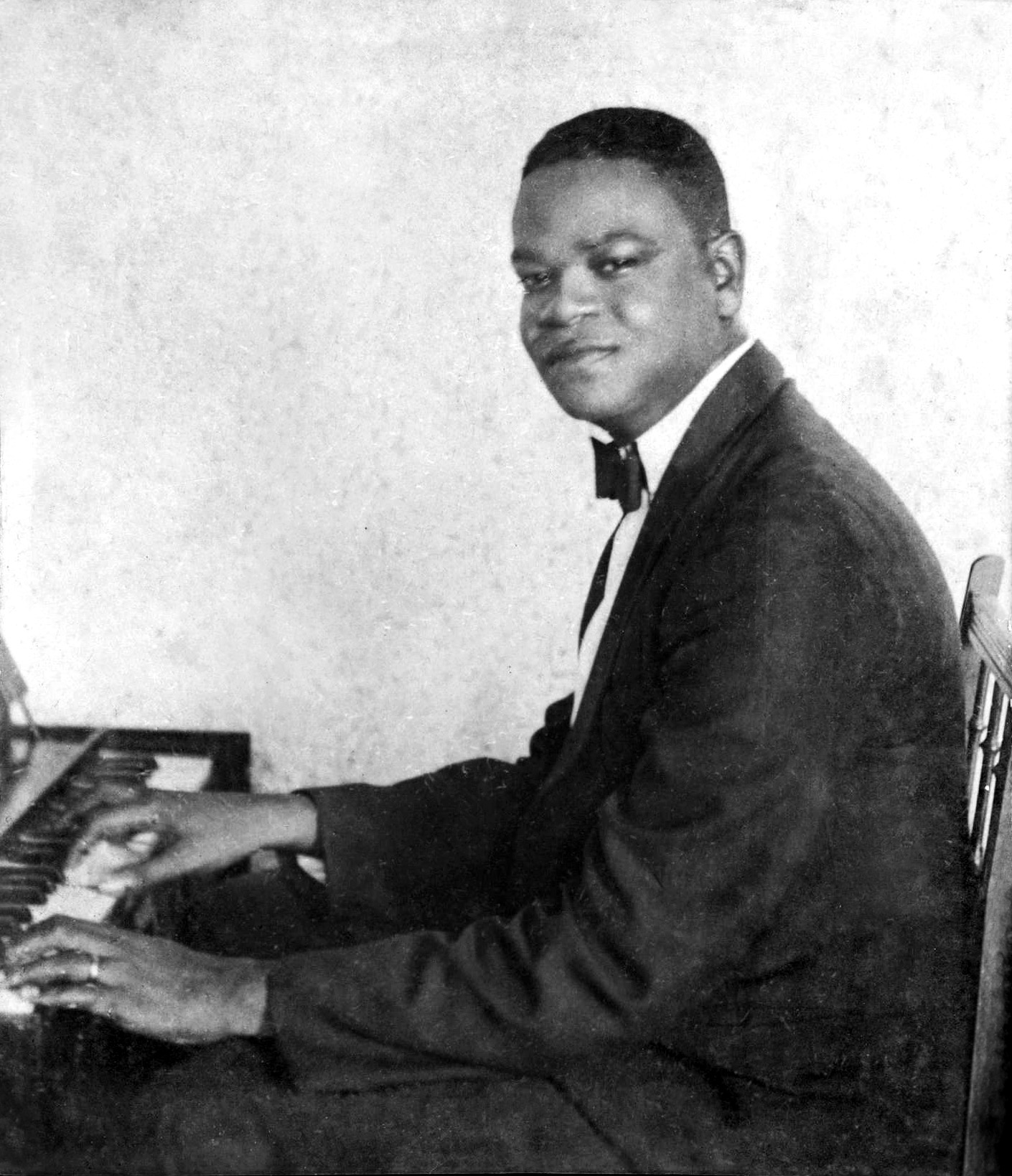
Pixinguinha

### Canvi de segle: la música feta pel i per al poble
Si el xoro va ser el primer ritme creat al Brasil, la marchinha de Carnaval va ser el primer gènere de música popular i es va inspirar en les marxes militars. La primera marxa carnavalesca va ser la composició de 1899 de Chiquinha Gonzaga, titulada Ó Abre Alas. D'ençà la dècada del 1910, van passar a tenir un ritme més accelerat, influïdes per les jazz-bands. Les lletres començaren a agafar un caire picant, senzilles i repetides diverses vegades durant la cançó, per facilitar-ne la memorització i el seguiment de la rua, i va esdevenir la música predominant en les festes de Carnaval del segon quart del segle xx.
| No tabuleiro da baiana                                 |
|                                                        |
| Carmen Miranda canta a la gastronomia de Bahia (1936). |
|                                                        |

El teatre de revista havia estat força popular al Brasil a partir de mitjan segle xix, gràcies al seu costumisme i crítica satírica. S'interpretaven habitualment cançons populars o paròdies d'obres cèlebres, acompanyades per una orquestra de cambra. Ja en la dècada del 1930, el gènere va arribar al seu apogeu, amb grans espectacles que van revelar talents com Carmen Miranda, Dercy Gonçalves o Elvira Pagã. A finals d'aquella mateixa dècada, va iniciar-se al Brasil l'"era de la ràdio". En una època en què les gravacions musicals eren cares i de baixa qualitat, i els artistes no acostumaven a fer gires al llarg del país, la ràdio va ser la gran eina per a la divulgació i popularització de la música brasilera, fins ben entrada la dècada del 1950. Diverses emissores mantenien grans orquestres i importants cantants fixos, però va perdre ràpidament espai quan es va popularitzar la televisió. Intèrprets de gran èxit van ser Dolores Duran, Dalva de Oliveira, Cauby Peixoto, Nelson Gonçalves, Nora Ney i Ângela Maria.

Braguinha
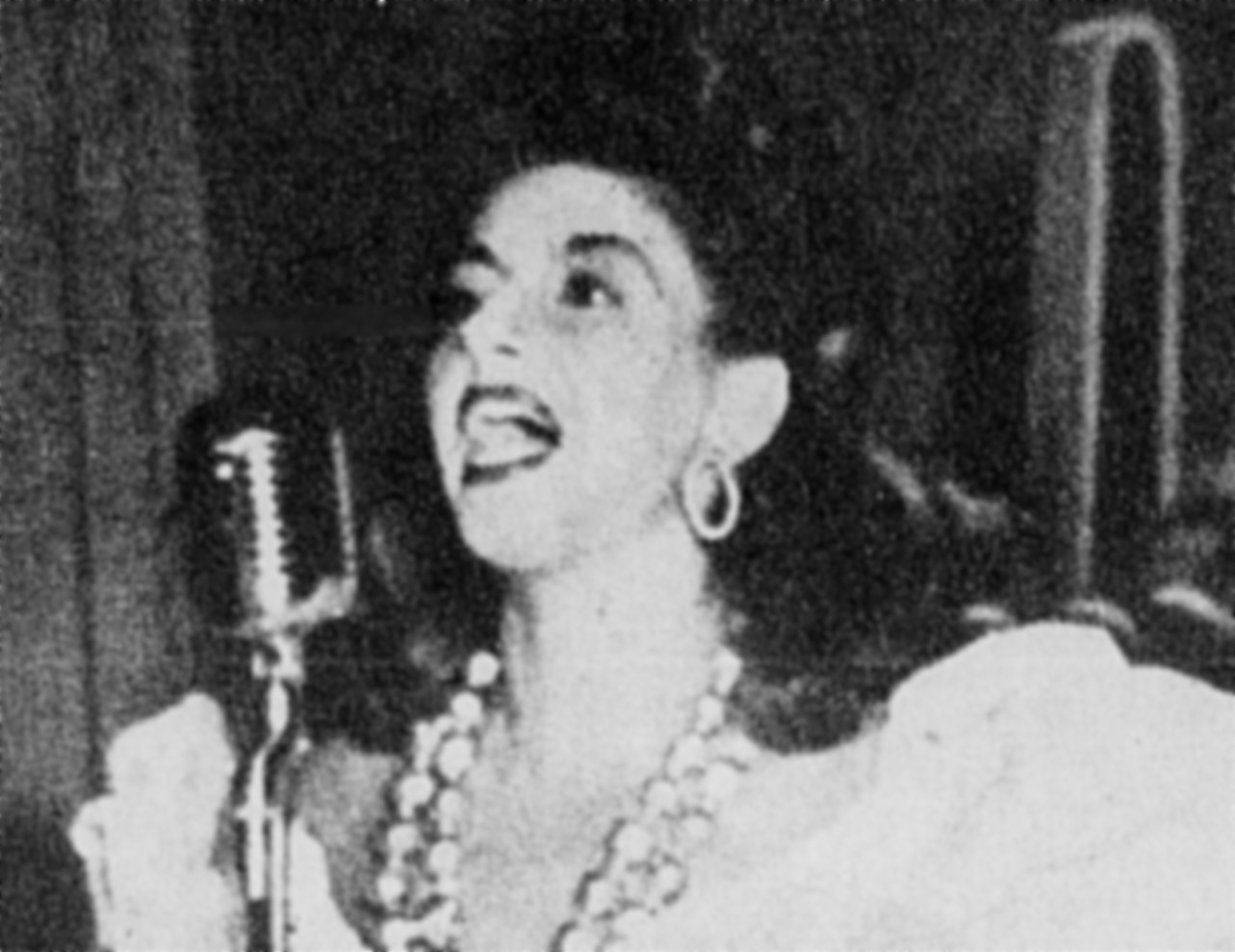
Elvira Pagã
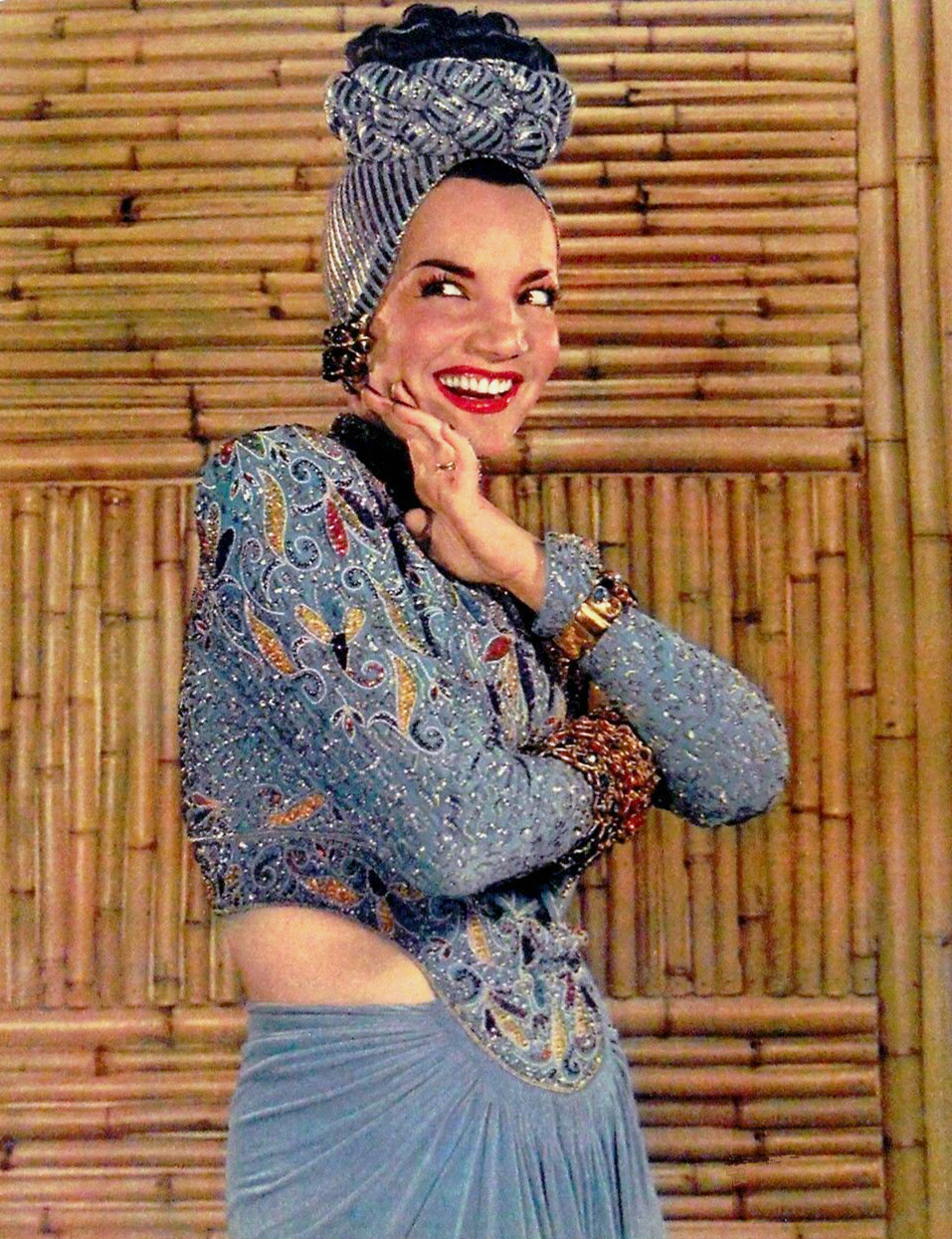
Carmen Miranda
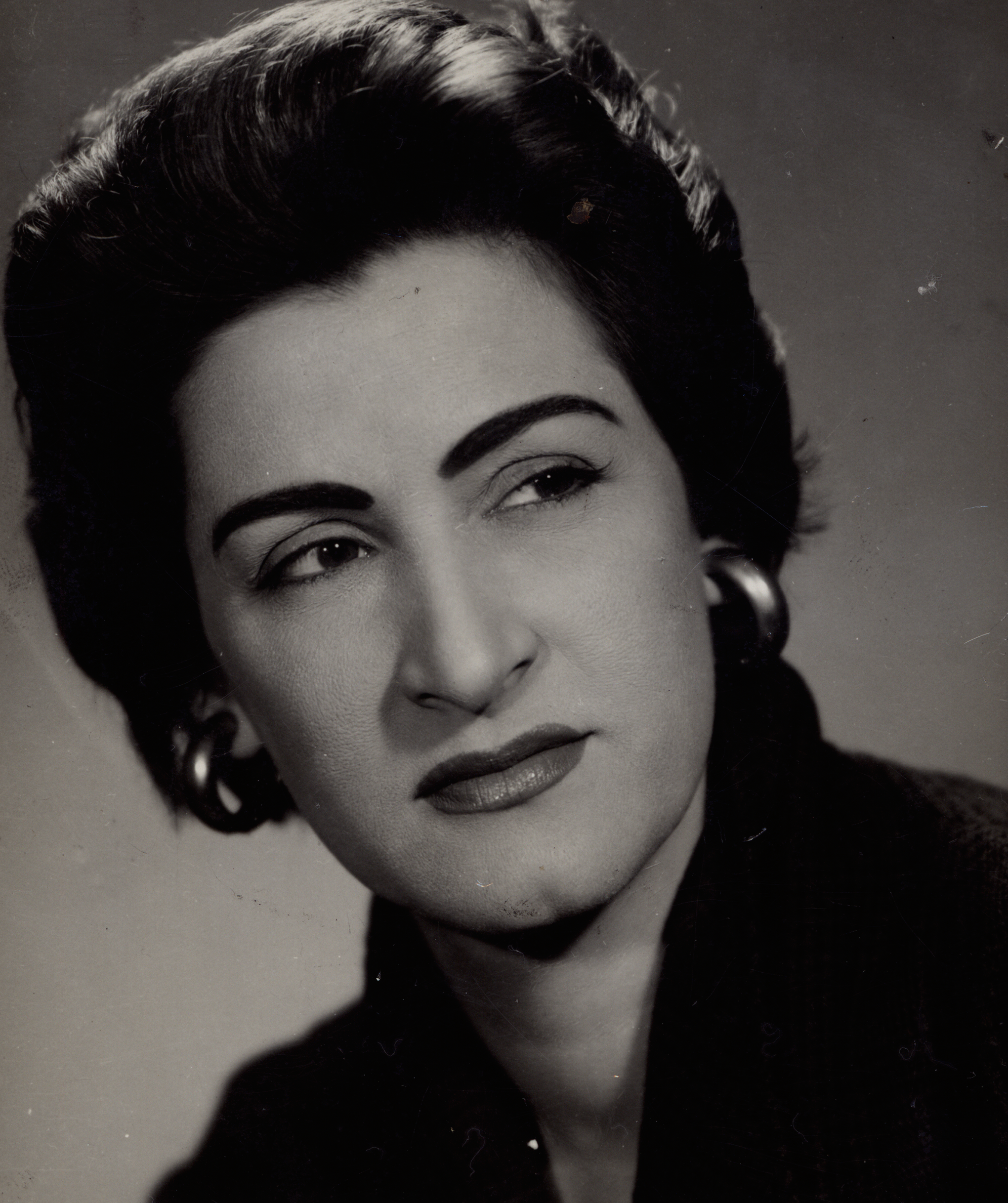
Nora Ney
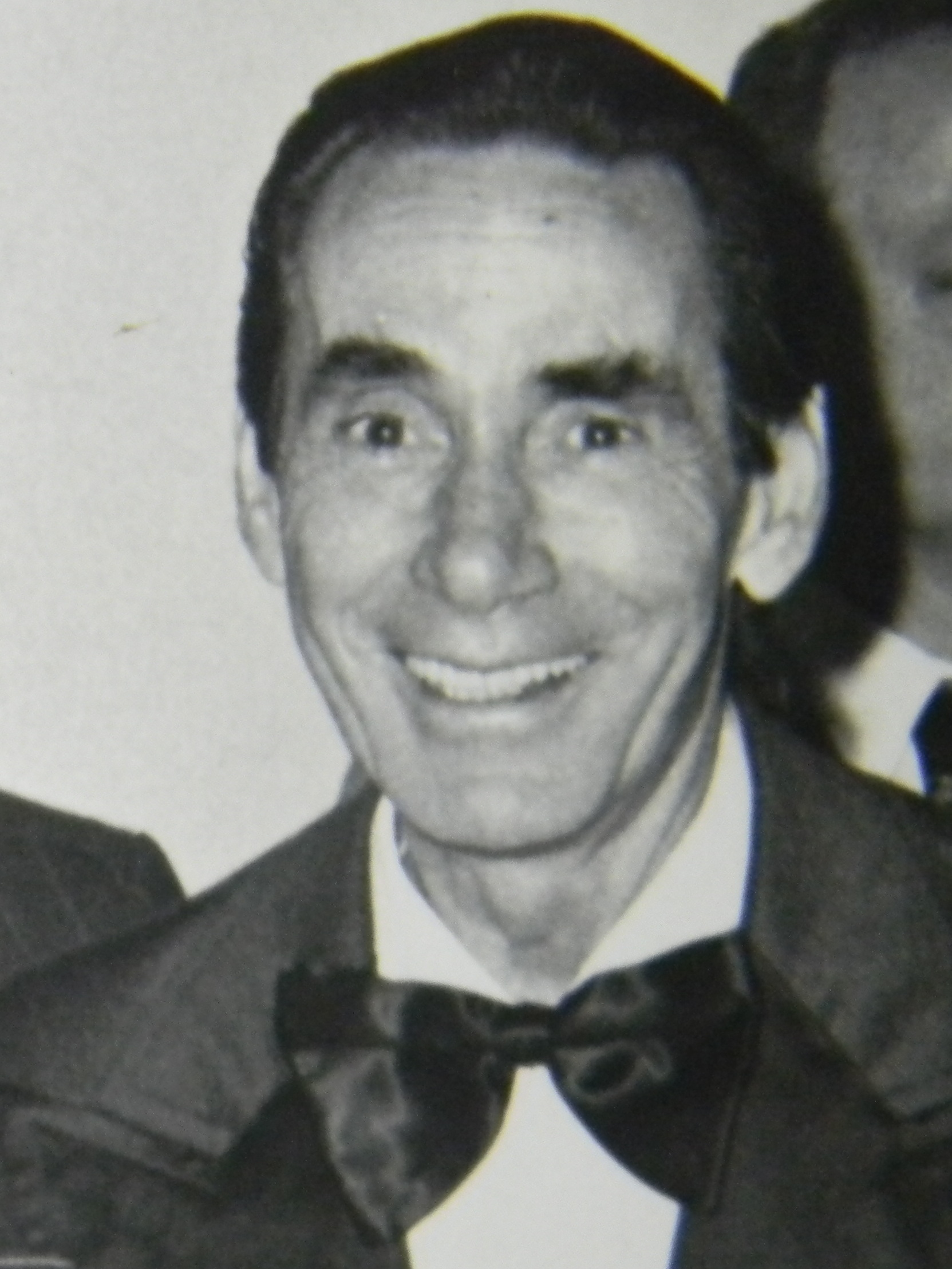
Nelson Gonçalves
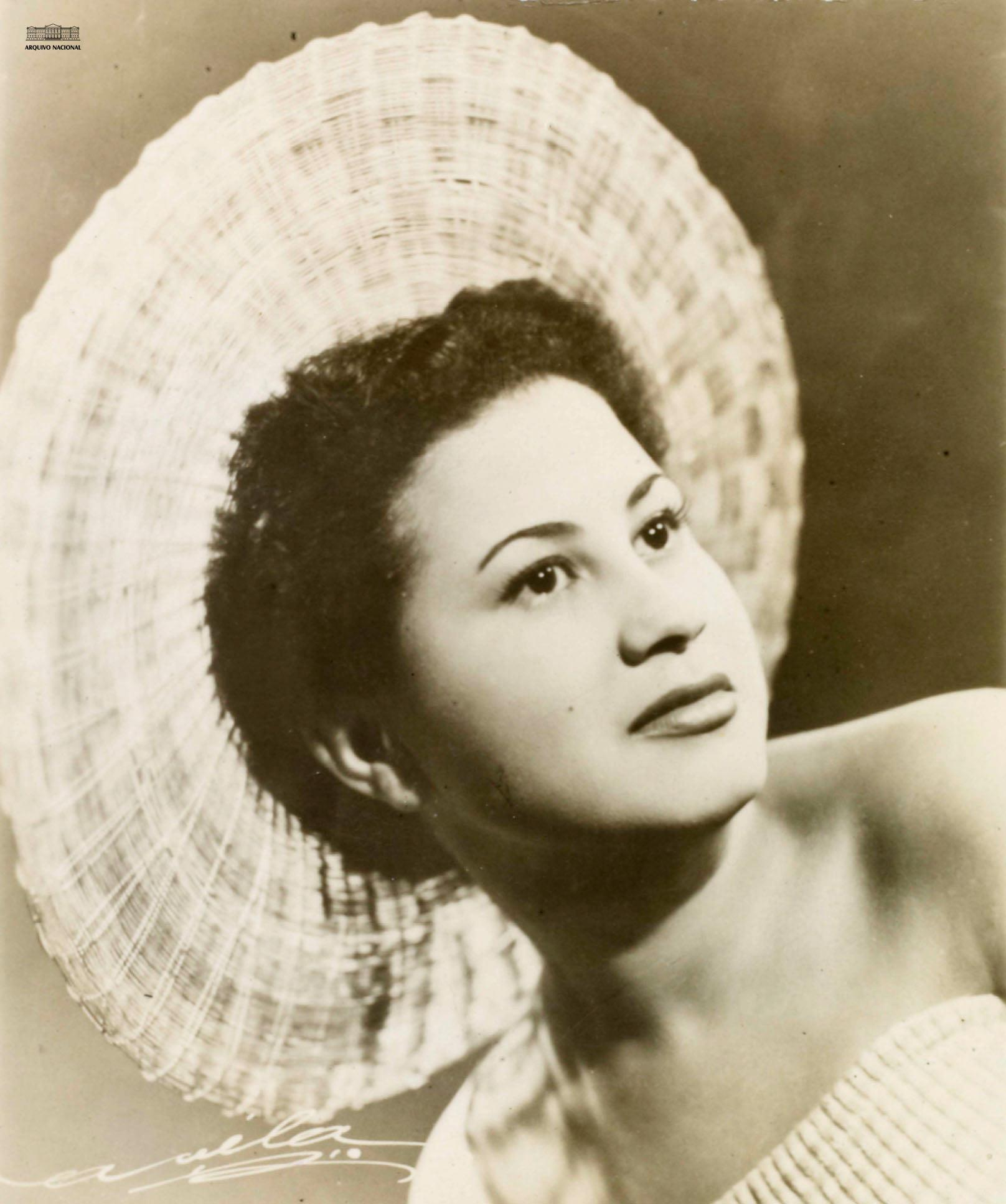
Dolores Duran

| Agora é Cinza                                                           |
|                                                                         |
| Samba clàssic de Mário Reis (1933).                                     |
|                                                                         |
| O que faz sorrir, também faz chorar                                     |
|                                                                         |
| Samba-enredo de l'escola Imperatriz de Olaria, de Nova Friburgo (2012). |
|                                                                         |

La samba primigènia es va desenvolupar a partir de la barreja de música europea i l'africana, portada pels esclaus en el període colonial i originada a l'estat de Bahia. A principis del segle xx, va sorgir la samba moderna a Rio de Janeiro, rebent les influències del maxixe, la modinha, el lundu i el xoro. En aquell llavors, era una música identificada amb les persones dels barris humils, amb epicentre al barri carioca d'Estácio de Sá, però aviat sortiria de les rodes d'improvisacions. Ja als anys trenta, va ser alçat a la condició de gènere musical "nacional". De fet, la primera cançó enregistrada en vinil al país va ser la samba Pelo Telefone, llançada el 1917, de gran èxit al país.
En línies generals, la samba es caracteritza per la melodia sincopada, la gran èmfasi rítmica i la importància que li dona a la percussió. La samba fa ús d'un conjunt d'instruments diferenciats, entre els més destacats es troben la cuica (un tambor de fricció que crea un so agut i grinyolant), el cavaquinho (un petit instrument de la família de les guitarres, antecessor dels ukuleles), i el pandeiro (una mena de pandereta). Altres instruments són els surdos, agogós, chocalhos i tamborins. La samba-cançó és la versió més comercial, pel que fa a temàtica i duració. Algunes peces famoses són Foi um rio que passou em minha vida, Samba da minha terra, o Aquele abraço).
La samba va ser gènesi d'altres gèneres, com la bossa nova, el partido-alto o el pagode; o s'ha aliat amb gèneres forans per crear subestils com el samba-rock, samba-reggae o samba-funk. Un dels estils més coneguts fora del país és el samba-enredo (Aquarela brasileira, Contos de areia, Histórias Para Ninar Gente Grande), emprat per les escoles de samba en les desfilades de carnaval. De la primera generació de sambistes, que van ajudar a popularitzar el gènere, van destacar músics com Pixinguinha, Noel Rosa, Nelson Cavaquinho o Cartola. A partir de la segona meitat de segle, cal mencionar a Martinho da Vila, Paulinho da Viola, Alcione, Beth Carvalho, Clara Nunes i Zeca Pagodinho.

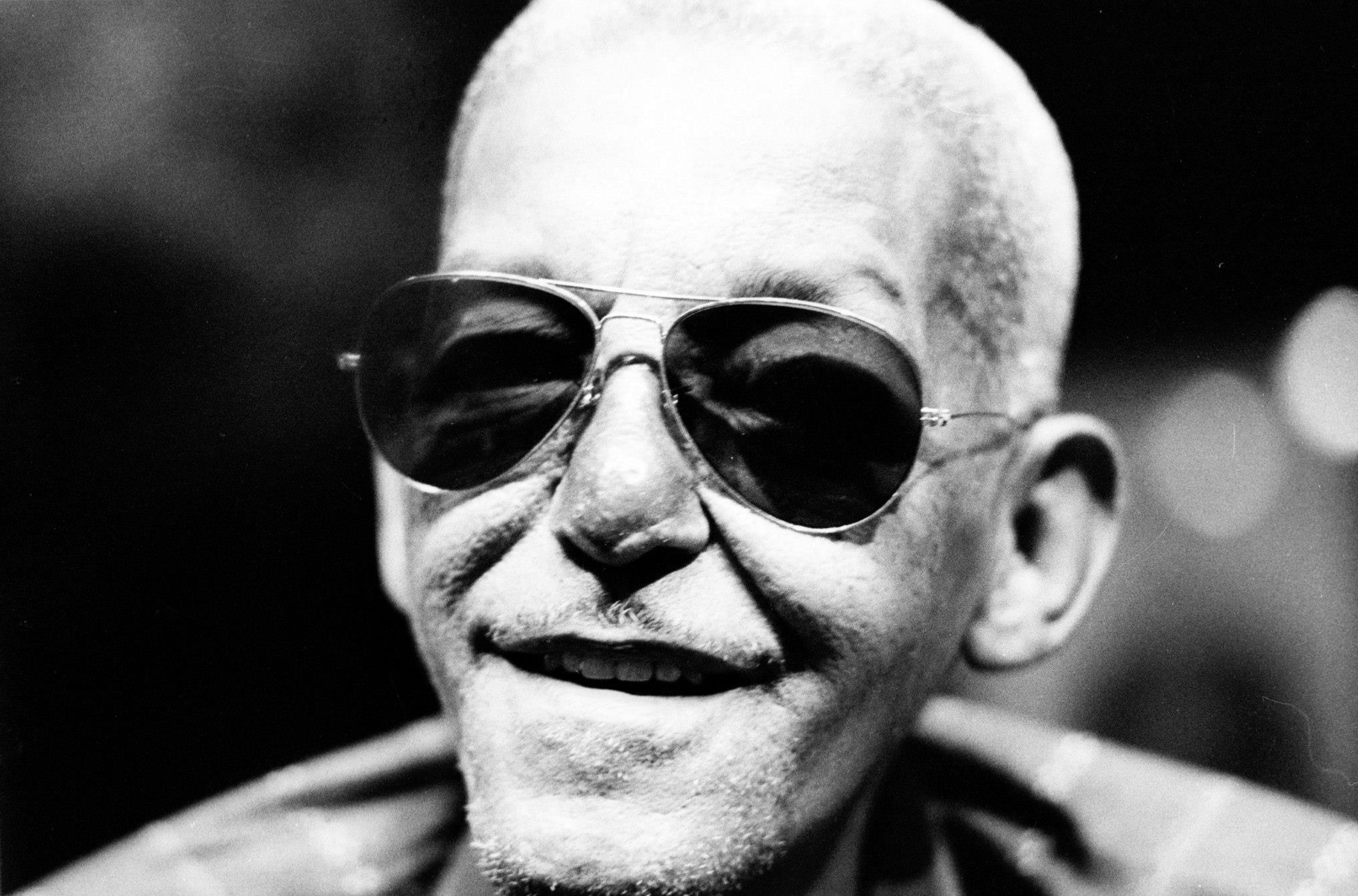
Cartola
Nelson Cavaquinho
Clara Nunes
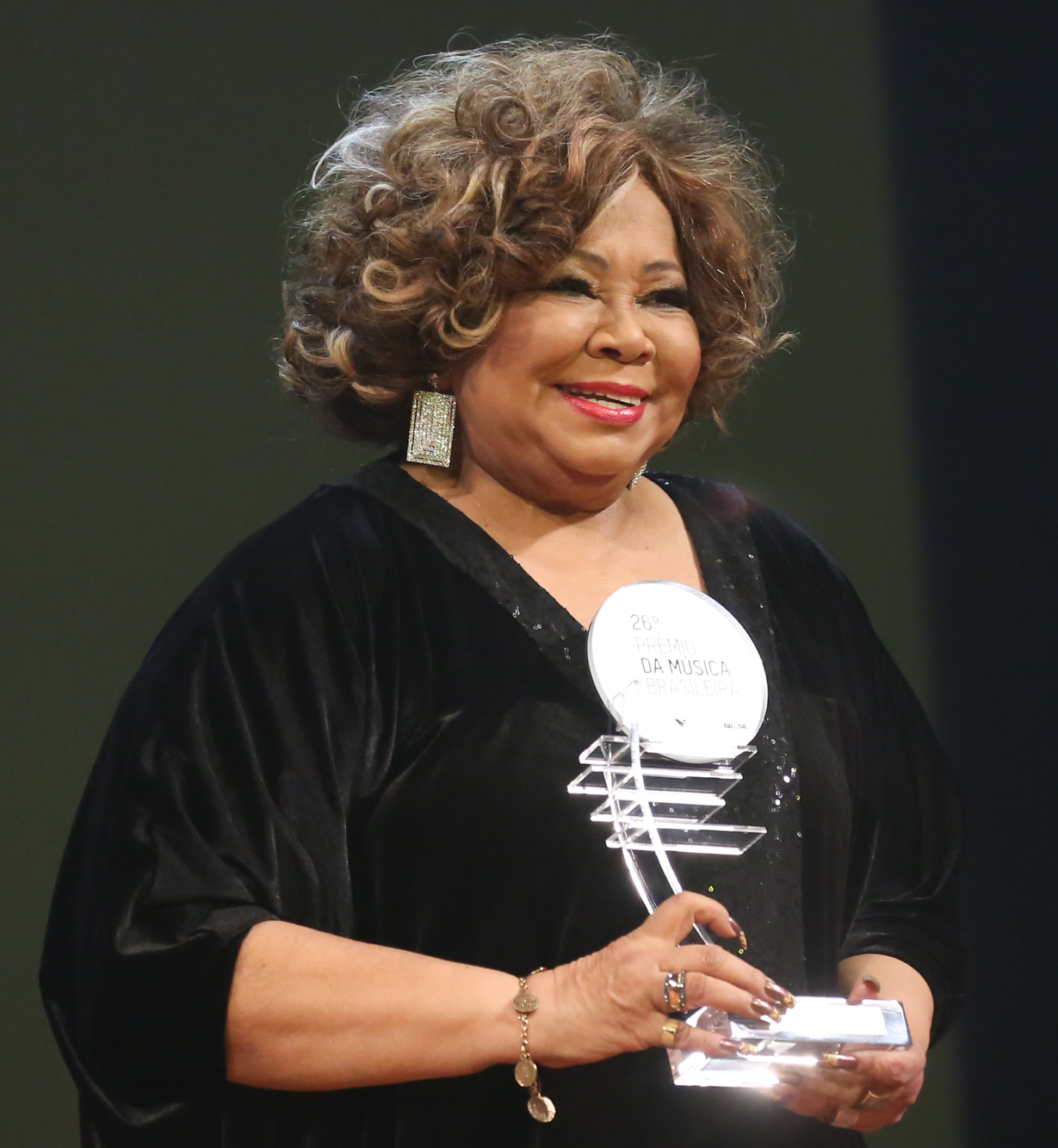
Alcione
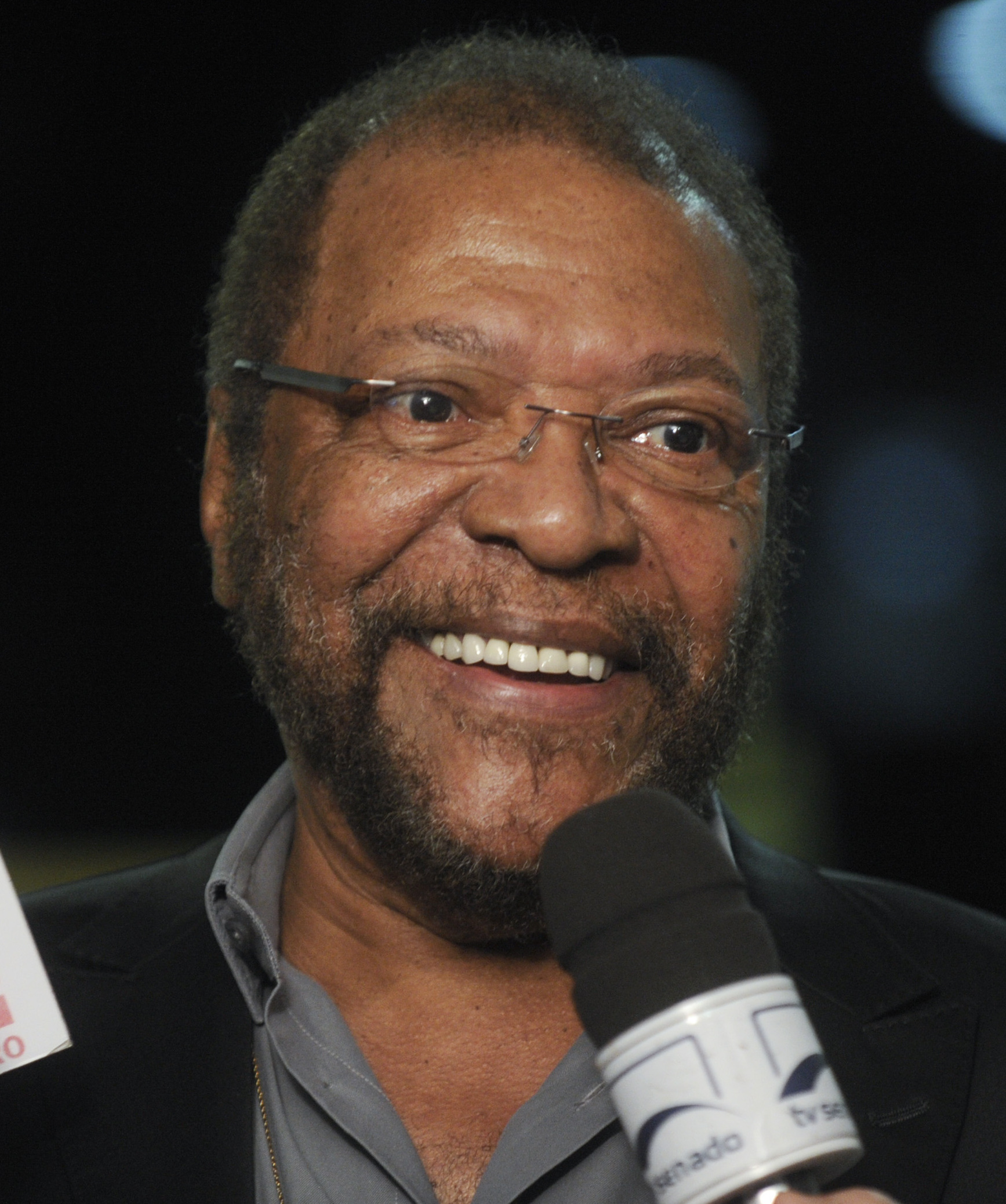
Martinho da Vila

| Bucle de guitarra a l'estil bossa nova |
|                                        |
|                                        |
|                                        |

Als anys 50 va sorgir la bossa nova, un moviment originat en festes universitàries, al gust de la nova classe mitjana. Creada com una nova manera de cantar samba, aviat va incorporar elements del jazz californià i va desenvolupar un clima intimista, suau i col·loquial, basat principalment en un solista acompanya al piano o la guitarra com únics acompanyaments, i un patró de guitarra distintiu i percussiu.
La bossa nova va guanyar popularitat al Brasil el 1958, amb la cançó Chega de Saudade, escrita per Antônio Carlos Jobim i Vinícius de Moraes. Juntament amb João Gilberto, Jobim i Moraes es convertirien en la força impulsora del gènere, i van donar a llums èxits com Desafinado, Eu sei que vou te amar o Manhã de Carnaval. Aquesta darrera formava part de la banda sonora de la pel·lícula musical franco-ítalo-brasilera Orfeu negre (1959), que va marcar un punt d'inflexió pel que fa a la divulgació del gènere a Europa i Amèrica del Nord. Entre els majors noms estan el de Nara Leão, Carlos Lyra, João Gilberto, Toquinho, Vinícius de Morais i Tom Jobim.

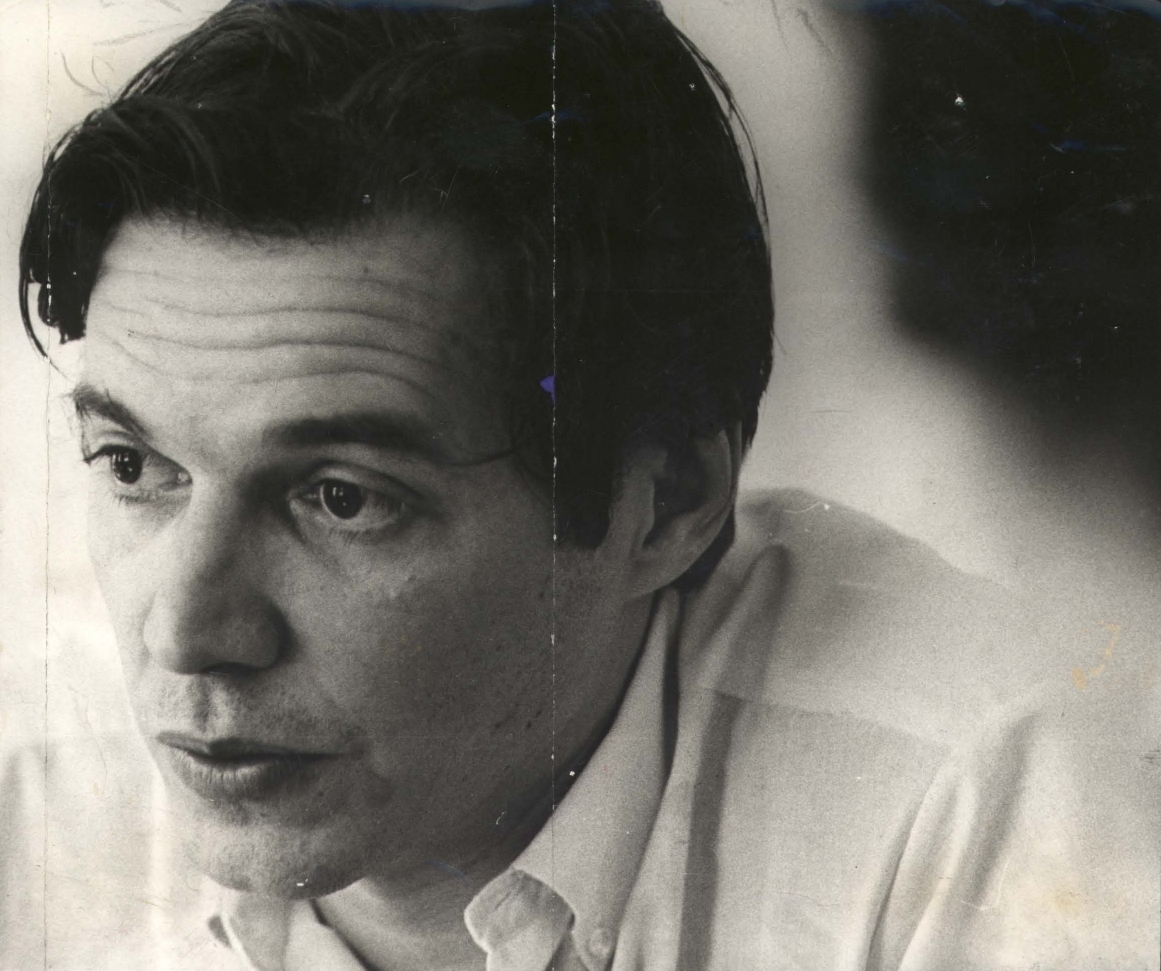
Tom Jobim
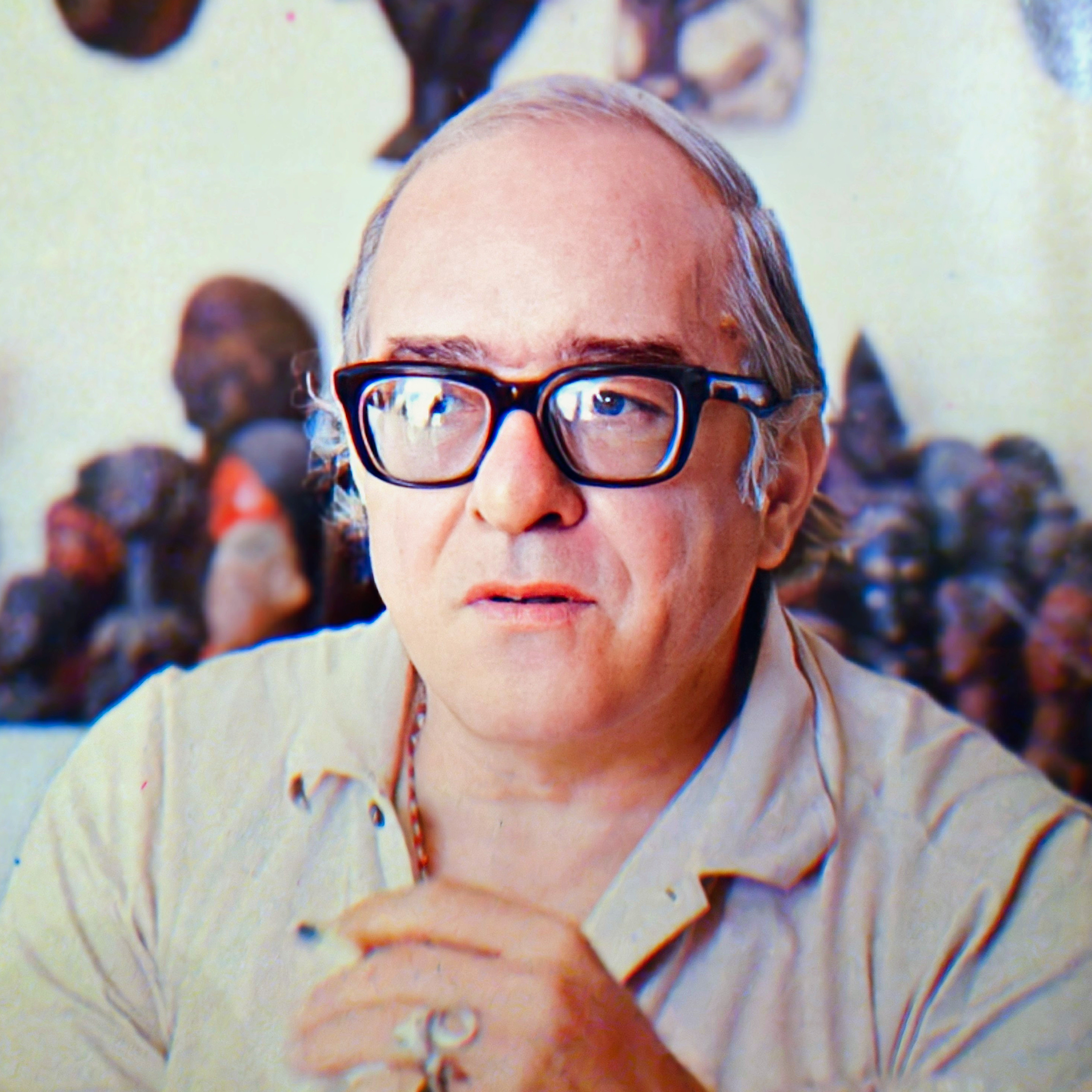
Vinicius de Moraes
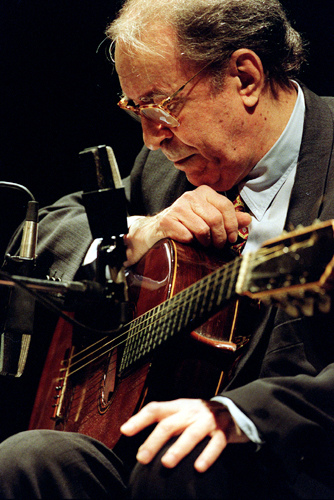
João Gilberto
Nara Leão

### L'eclosió de la televisió i els primers ídols de masses
La bossa nova va tenir una vida curta al Brasil, però va fer-se eterna mundialment gràcies a la cançó Garota de Ipanema, interpretada per João Gilberto, la seva dona Astrud i Stan Getz, dintre de l'àlbum Getz/Gilberto. Aquesta peça —la cançó brasilera més versionada de la història— va obrir la porta dels Estats Units a un conjunt d'artistes que van fusionar la bossa amb el jazz (com Sérgio Mendes, qui va tenir una carrera de succés després de la seva adaptació del hit Mas que nada).
L'esteticisme tebi va donar pas a la introducció a la politització de la música popular sota la dictadura implantada l'any 1964. La cançó protesta, com el famós tema Pra Não Dizer Que Não Falei das Flores de Geraldo Vandré. La dècada del 1960 va ser també l'època dels grans festivals musicals a la televisió, on va sorgir una generació de compositors i cantants, entre els quals Elis Regina, Chico Buarque i Edu Lobo. Aquest va ser el punt de sortida del gènere conegut com Música Popular Brasilera (MPB), el més longeu de tots els que es van crear en aquest període.

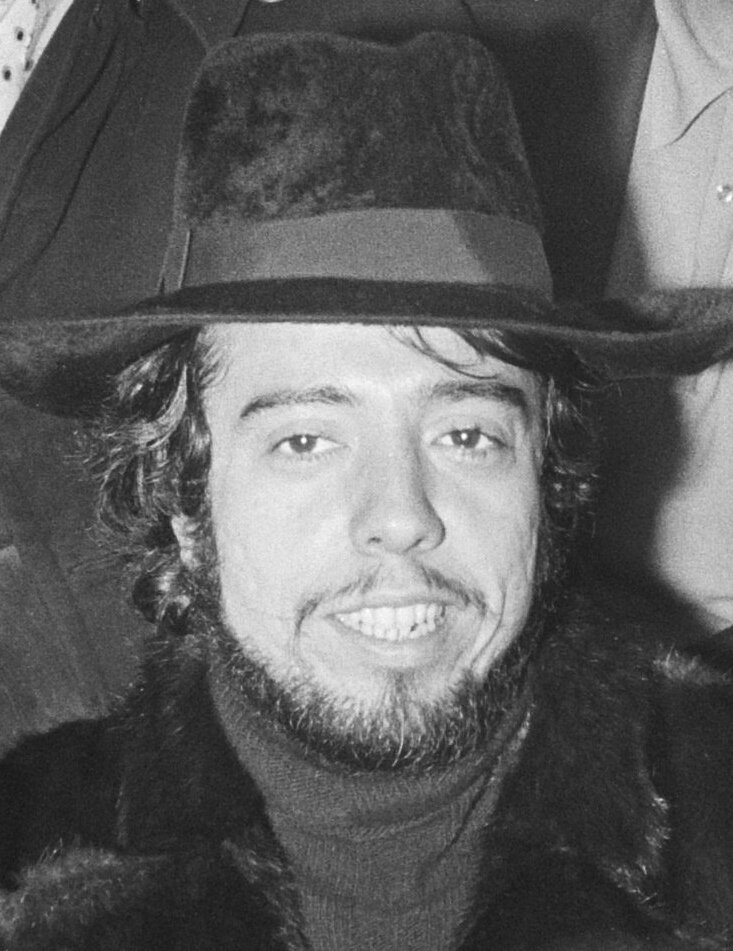
Sérgio Mendes
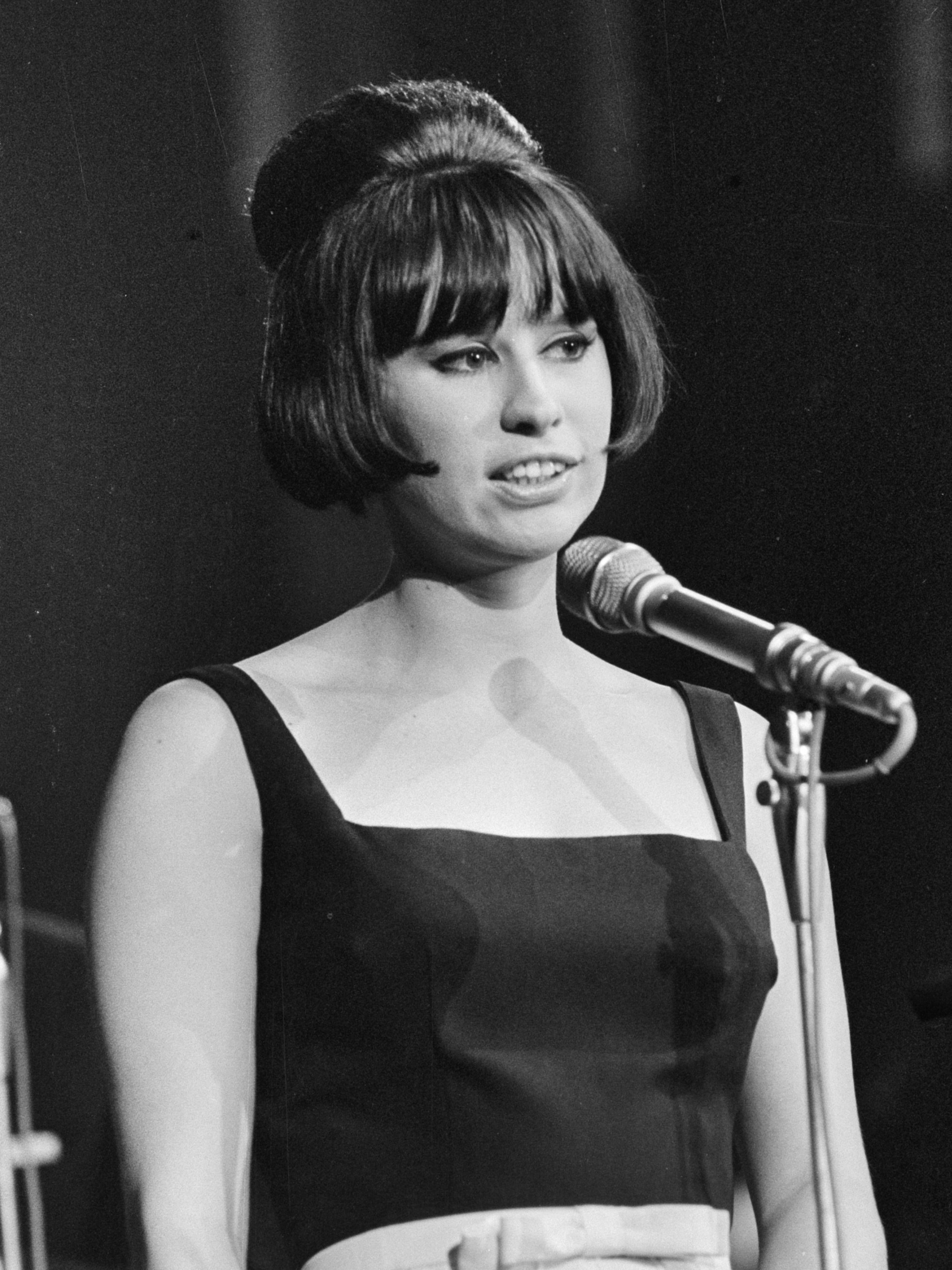
Astrud Gilberto
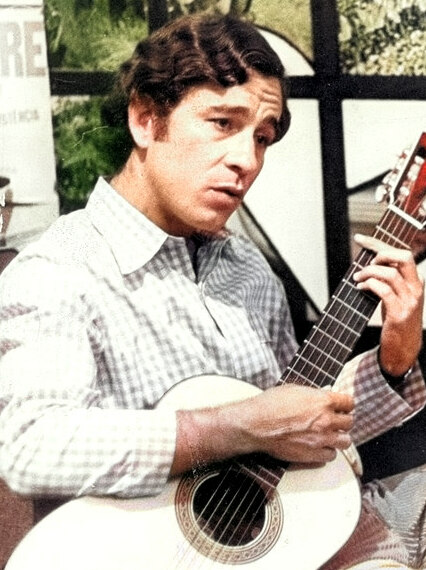
Geraldo Vandré
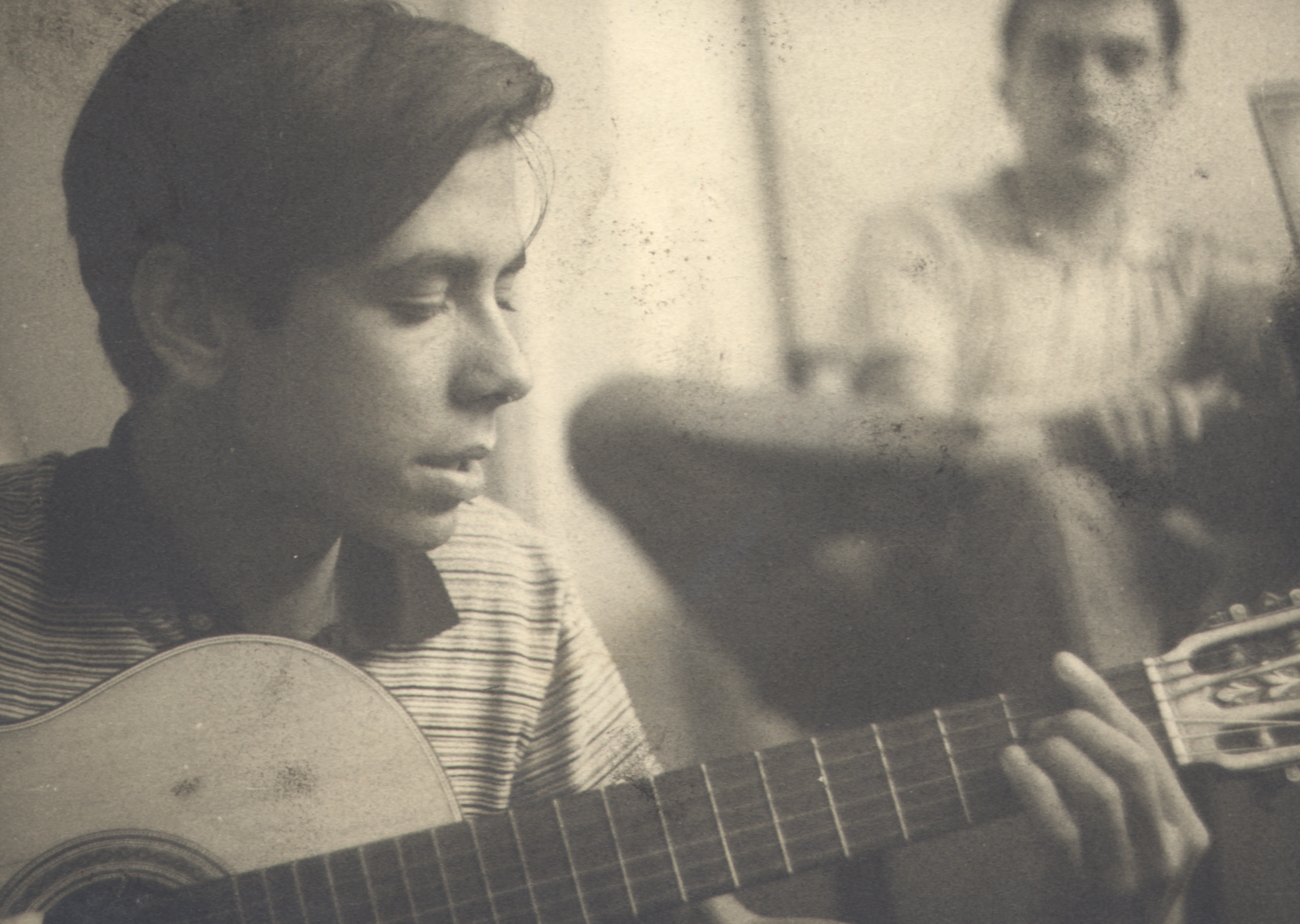
Edu Lobo
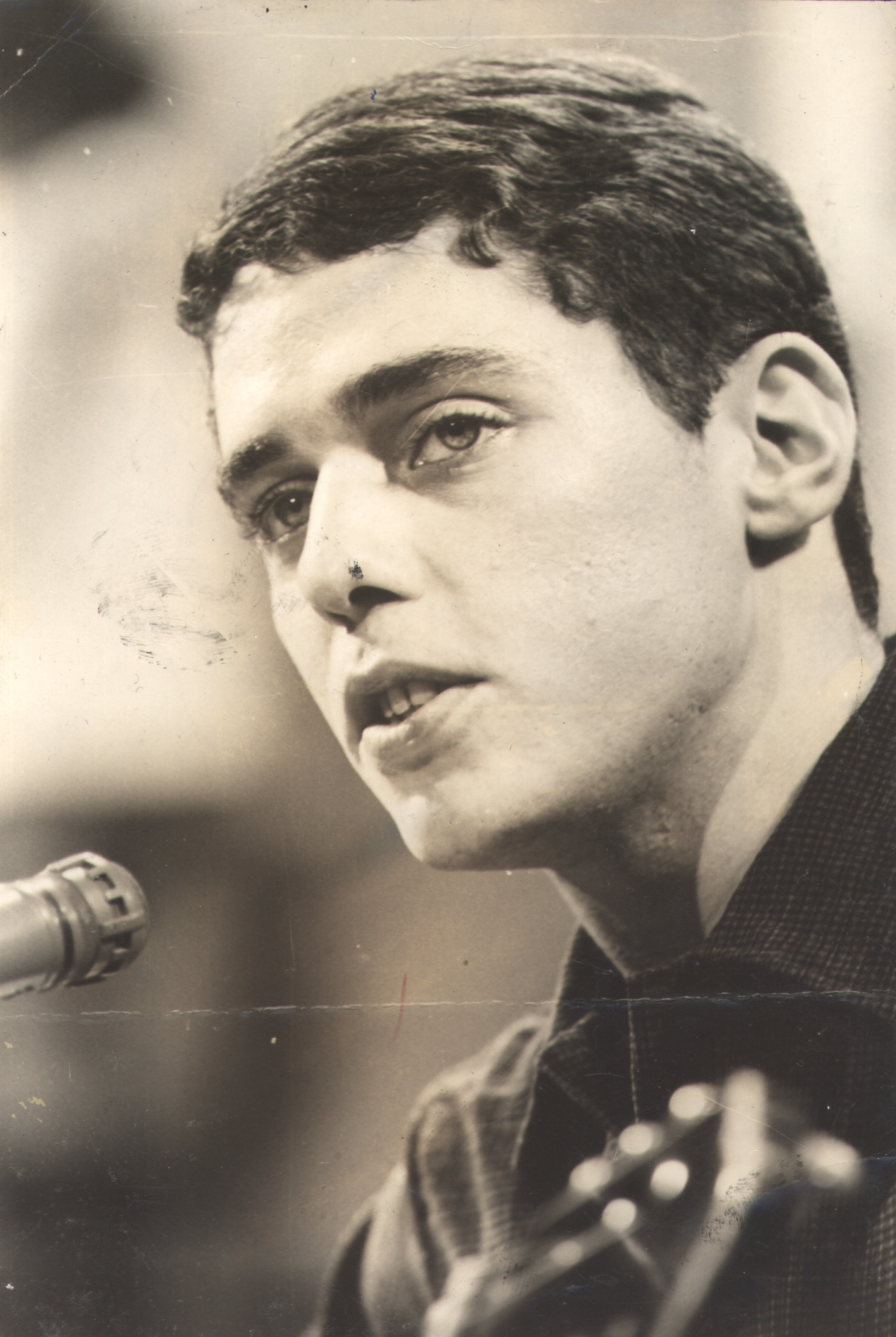
Chico Buarque
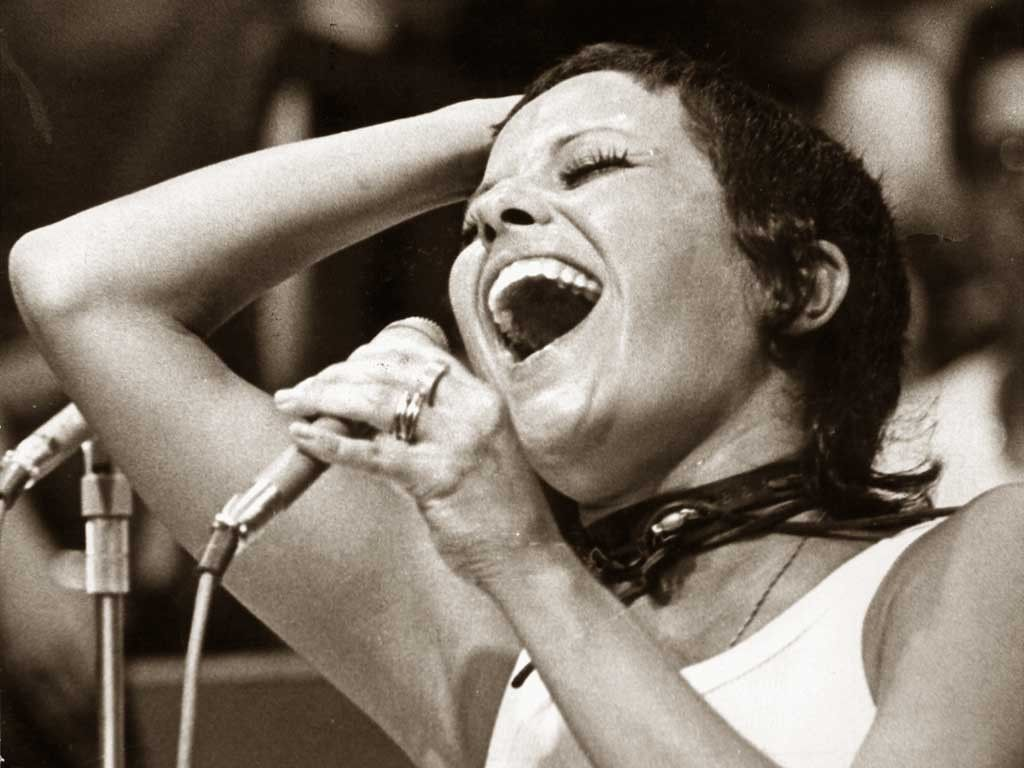
Elis Regina

El moviment tropicalista, caracteritzat com un moviment contracultural i crític contra l'statu quo, va sorgir en la mateixa època i els mateixos escenaris de televisió que l'MPB. Es va distingir per associar, en una barreja eclèctica: reminiscències del moviment antropofàgic, elements de la cultura pop, el rock experimental i l'art concret. Os Mutantes i els bahians Caetano Veloso, Gilberto Gil i Tom Zé en van ser els principals exponents. Tot i que el moviment estava arrelat a la música, també va trobar expressió en el cinema, el teatre, la poesia i la política. Molts dels artistes tropicalistes van haver d'enfrontar-se a la censura, la presó o l'exili.
El ié-ié anglosaxó va entrar amb força al país, arribat des dels Estats Units. Al Brasil va ser un estil enfocat a una temàtica romàntica, moltes vegades ingènua, en una corrent que va ser coneguda com Jovem Guarda, de gran acceptació. Els principals noms van ser Roberto Carlos, Erasmo Carlos i Wanderléa. Aquest moviment, recolzat per l'establishment nacional, copava els principals programes musicals de la televisió brasilera. Va ser considerada com alienada dels problemes socials i polítics del país, sota la dictadura militar, i va desintegrar-se a començaments dels anys setanta.

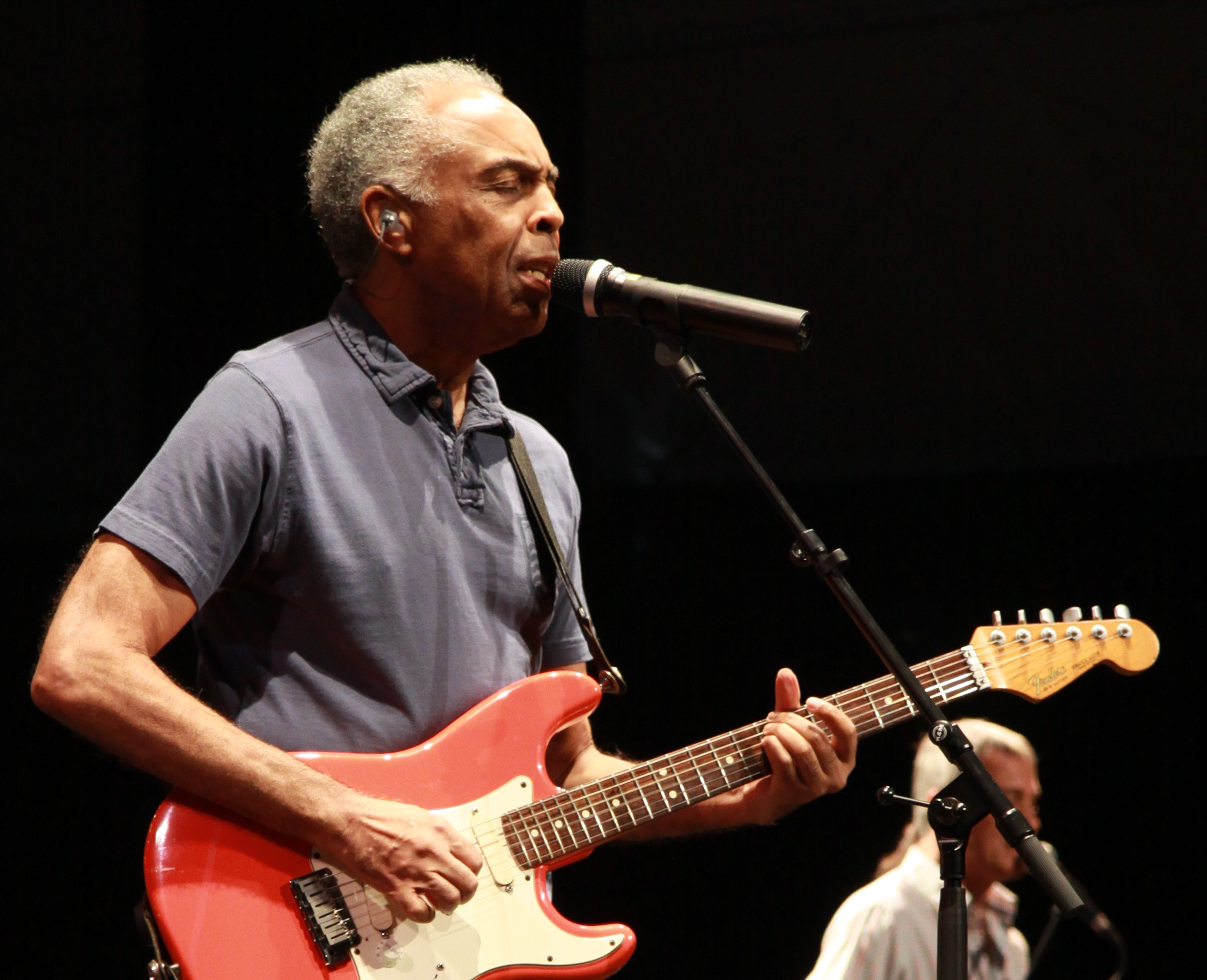
Gilberto Gil
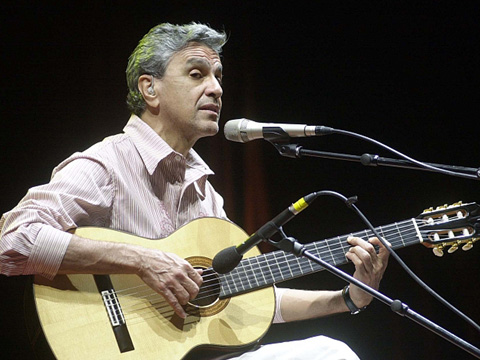
Caetano Veloso
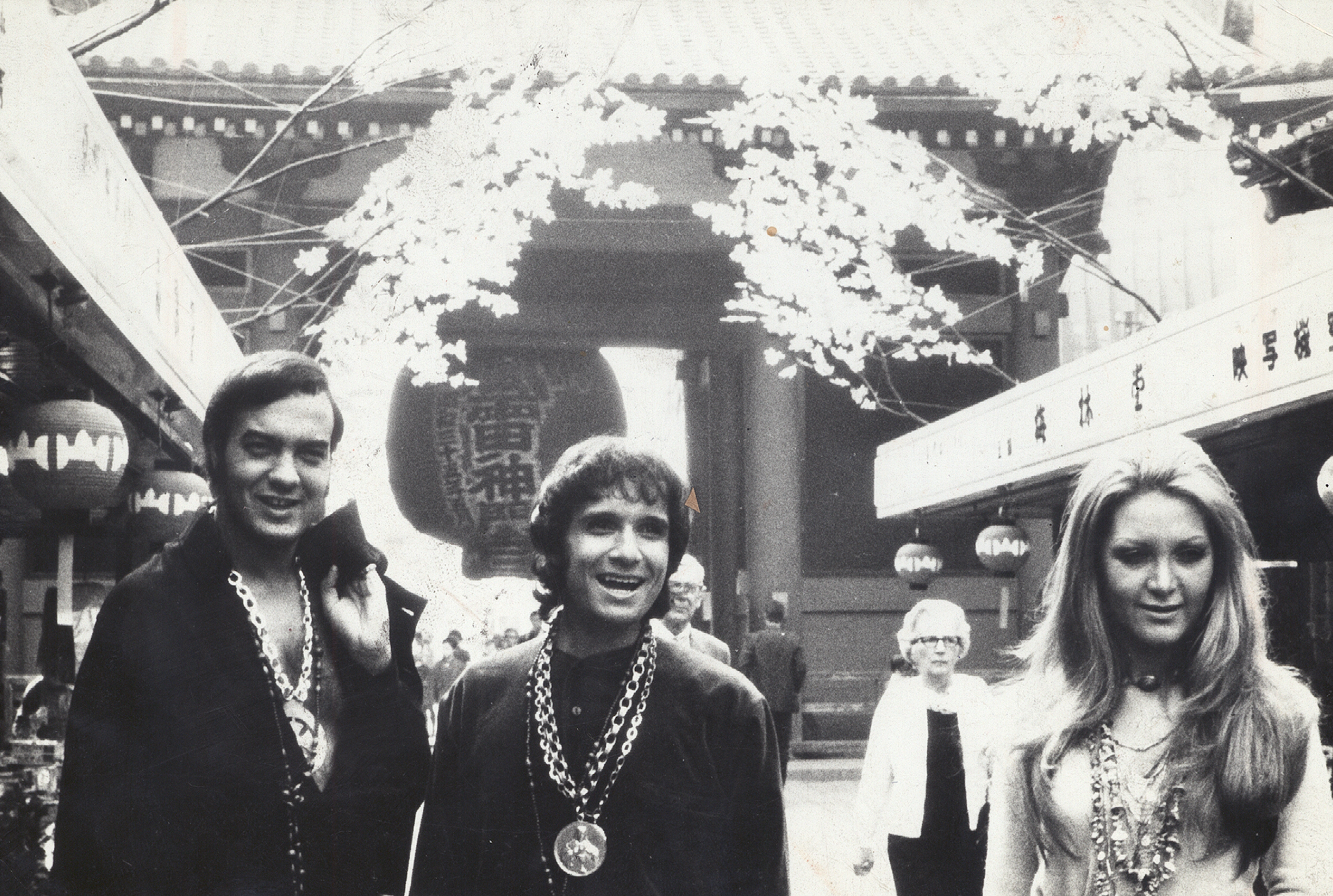
Erasmo Carlos, Roberto Carlos i Wanderléa

Conforme la Jovem Guarda i la Tropicália van perdre força, l'MPB va quedar com la gran referència musical al país. Va caracteritzar-se per la seva heterogeneïtat, gràcies a la capacitat per a incorporar trets d'altres gèneres, cobrint ritmes regionals (com el baião nordestí) o estrangers (com el reggae jamaicà). La gran majoria de músics que van destacar en moviments anteriors, van acabar convergint a l'MPB. Als Veloso, Gil, Regina, Carlos, Buarque o Toquinho, se'ls va afegir una extensa llista de cantants exitosos com Gal Costa, Simone, Rita Lee, Maria Bethânia, Djavan, Ney Matogrosso o Milton Nascimento.
En la mateixa època, sorgeix també un nou gènere de música romàntica popular, el brega. Aquest nom (brega vol dir carrincló) fa referència a la baixa qualitat de la lletra —exageradament dramàtica— i de la interpretació, massa afectada. Malgrat la intenció de desqualificar el gènere, el nom va ser assumit pels seus adeptes i va acabar convertint-se en una corrent que va guanyar un vast públic al país. Les grans personalitats del gènere han sigut Sidney Magal, Waldick Soriano i Reginaldo Rossi. Amb el temps, el brega va anar transformant-se, incorporant teclats i ritmes més ràpids i ballables, creant subestils com el tecno-brega.

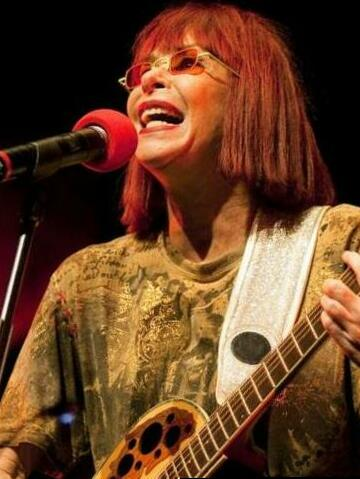
Rita Lee
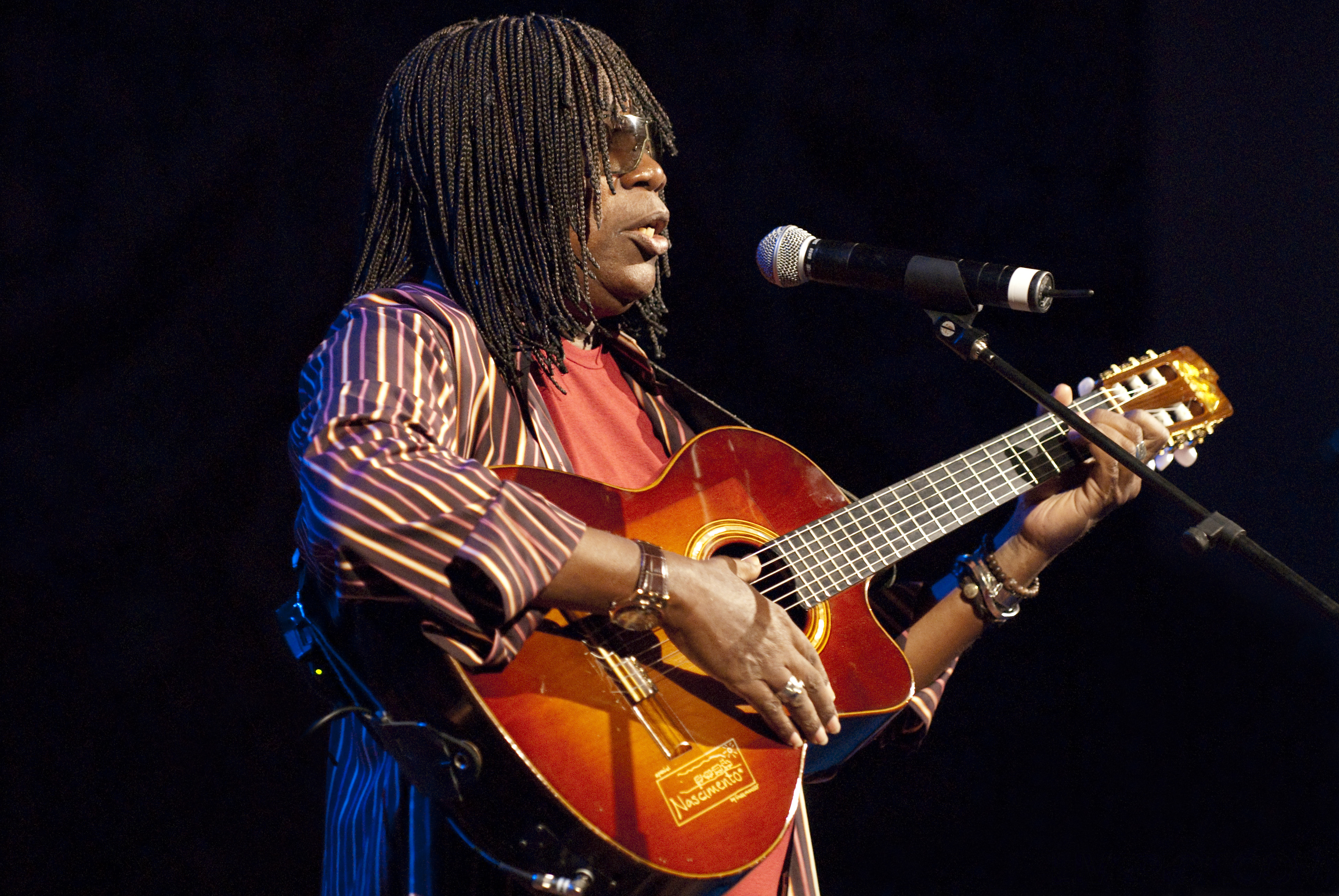
Milton Nascimento
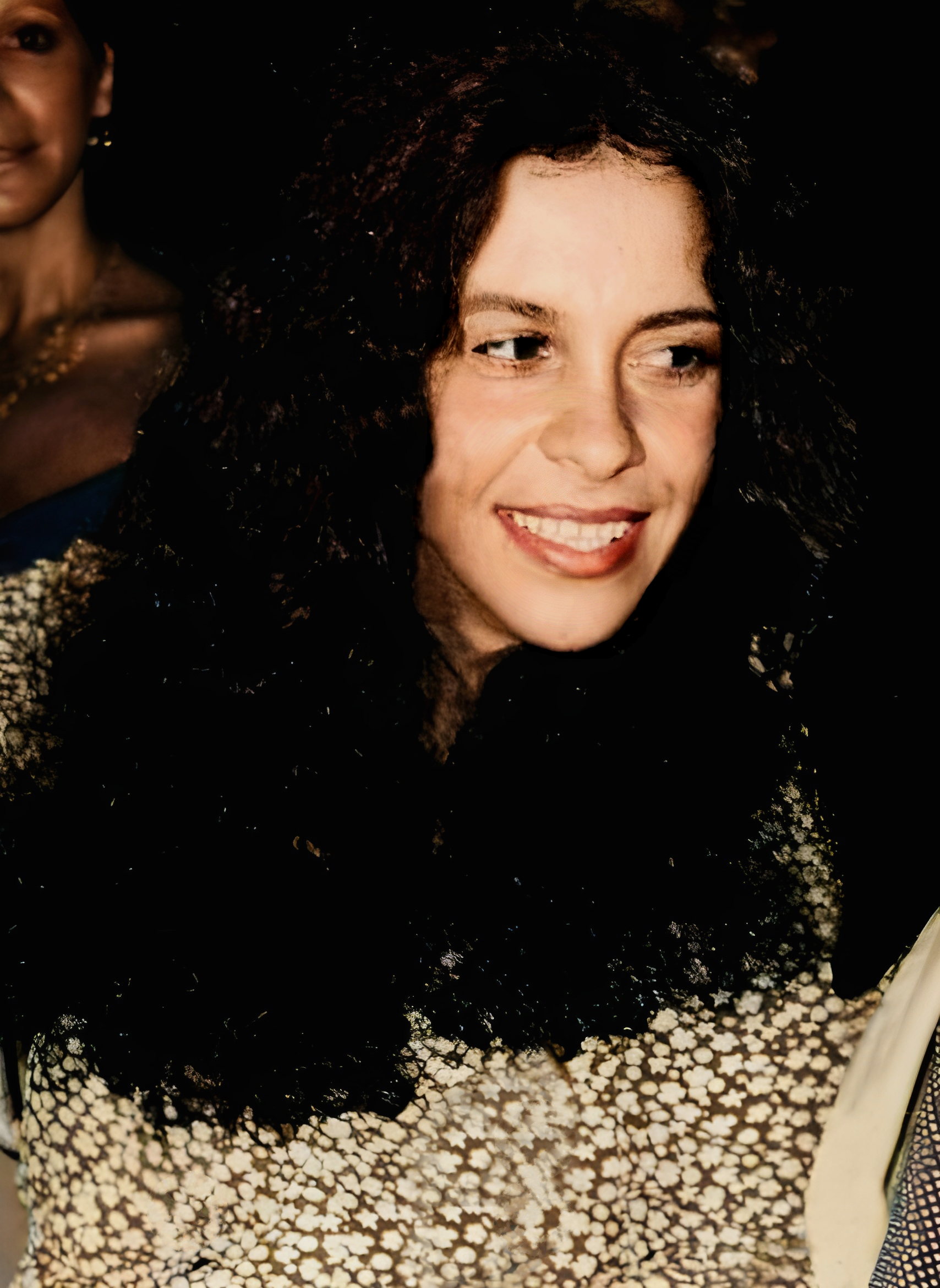
Gal Costa
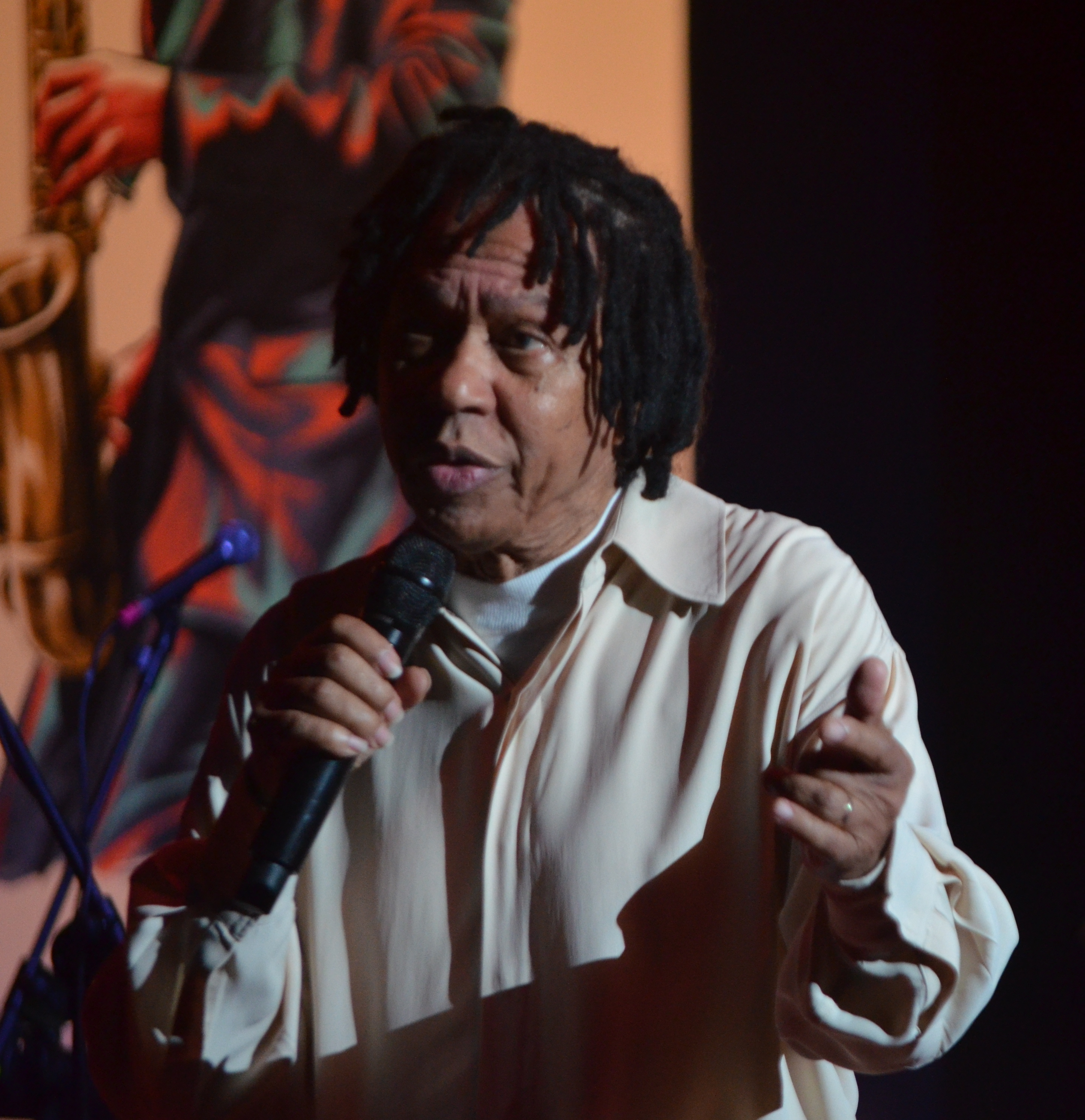
Djavan
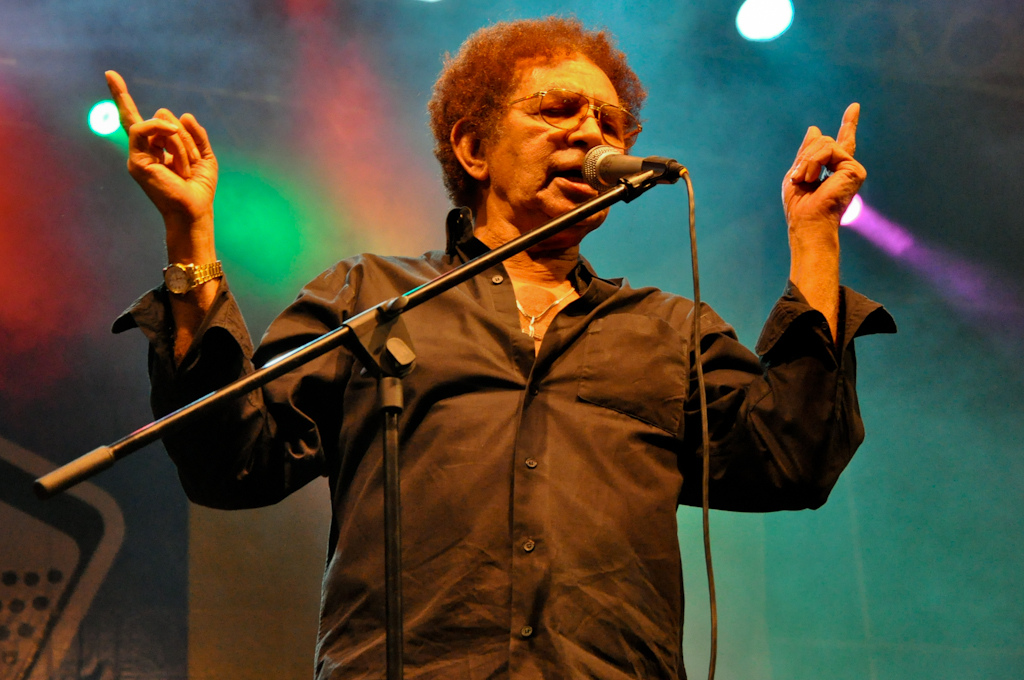
Reginaldo Rossi

Als anys setanta hi va haver un repunt de cantants afrobrasilers que van importar ritmes dels Estats Units, com el soul o el funk. És el cas de Tim Maia o Sandra de Sá. També als setanta, el rock va barrejar-se amb diferents estils autòctons. Van destacar cantautors del nord-est del país, com Zé Ramalho, Belchior o Raul Seixas. En el salt de dècada, va aparèixer una nova fornada de joves músics, tots crescuts durant la dictadura, que van fer bandera d'una necessitat de reafirmar-se i cercar la llibertat individual. Amb l'influx del punk en la seva gènesi, el rock brasiler dels anys vuitanta va guanyar un gran impuls del mercat discogràfic. Van sorgir bandes emblemàtiques com Blitz, Os Paralamas do Sucesso, Titãs, Barão Vermelho i Legião Urbana. El "B-Rock" va ser el nexe de tota una generació de joves brasilers, semblant al paper que havia ocupat la música nacional als seixanta.

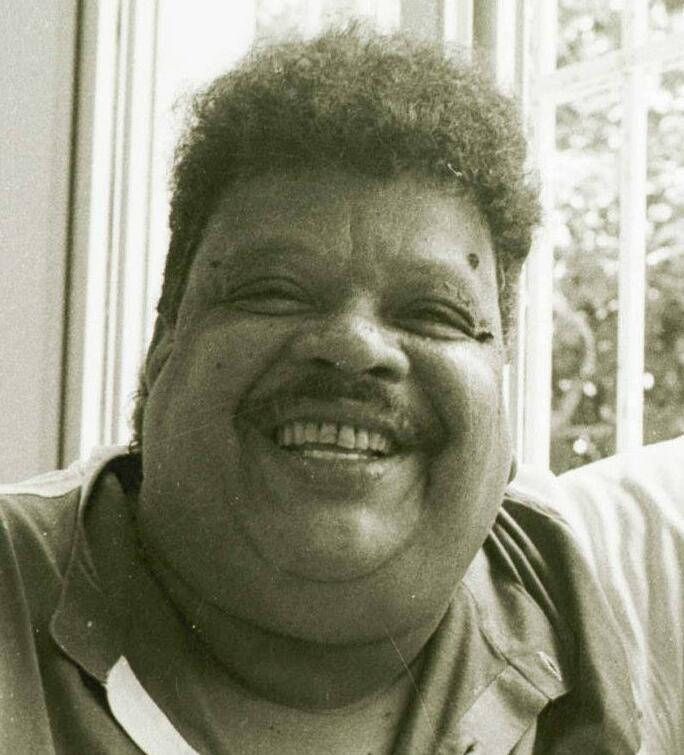
Tim Maia
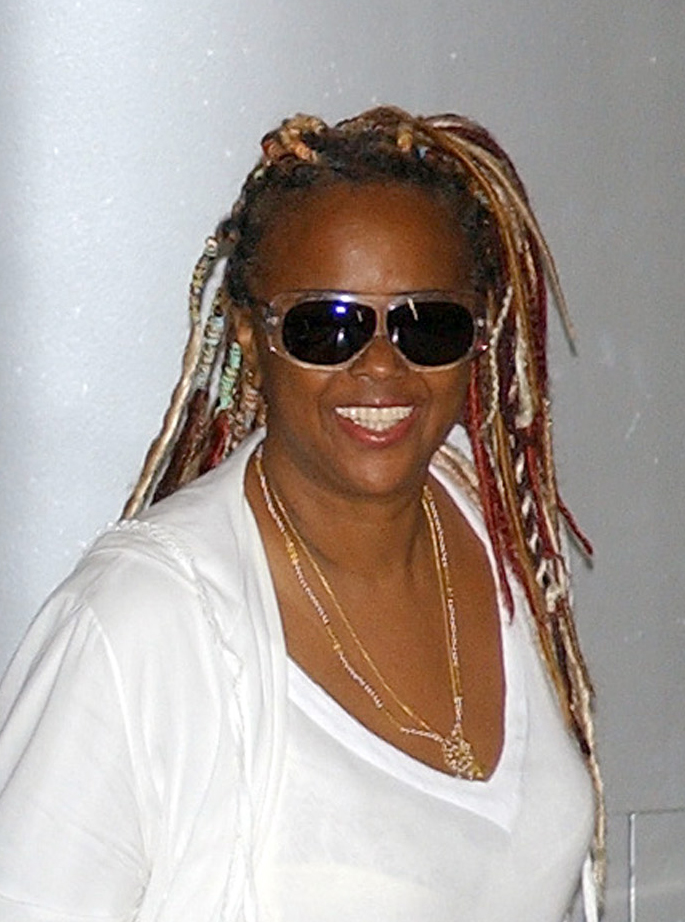
Sandra de Sá
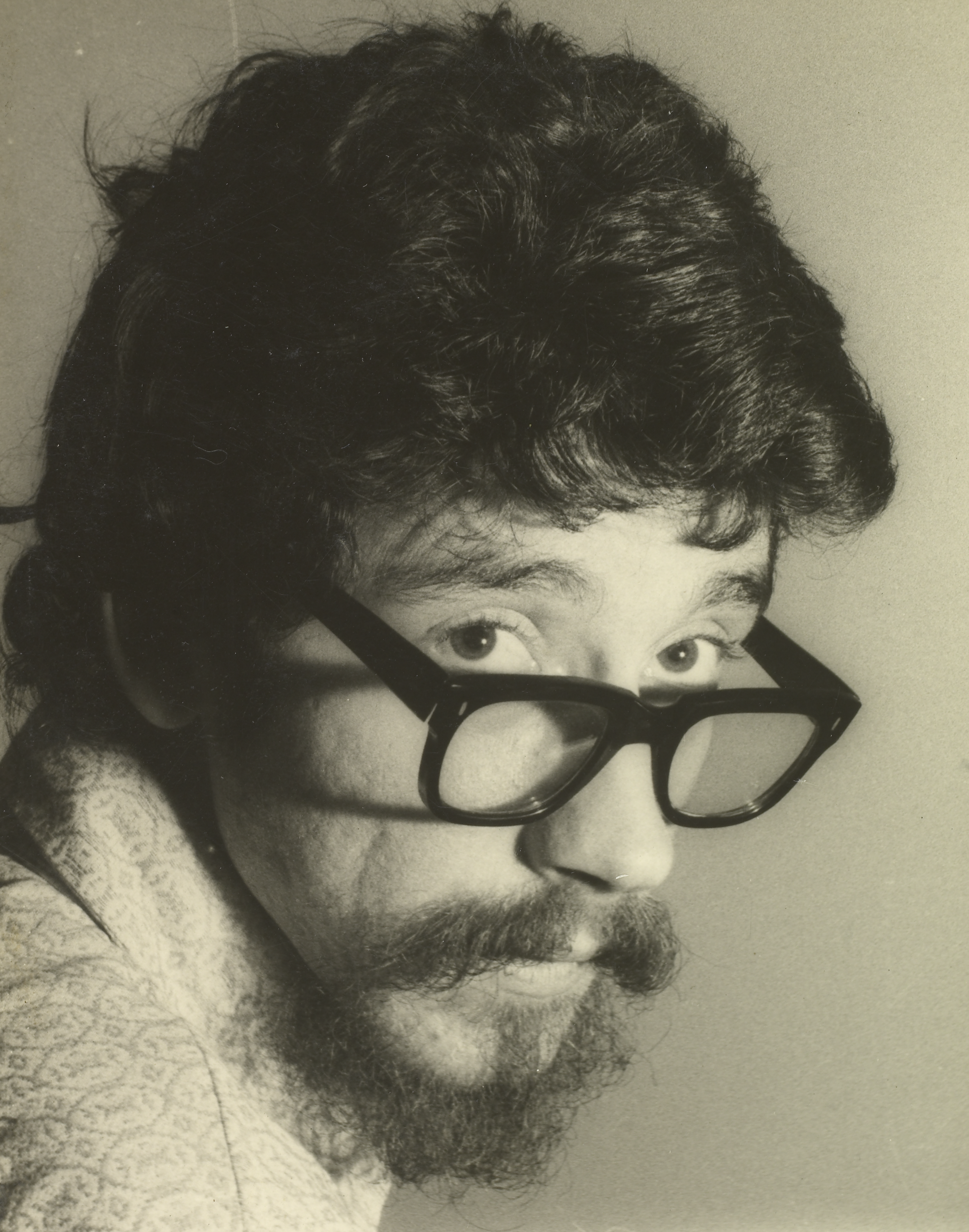
Raul Seixas
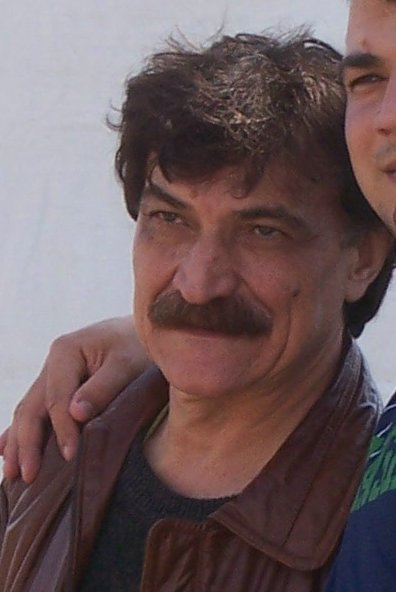
Belchior
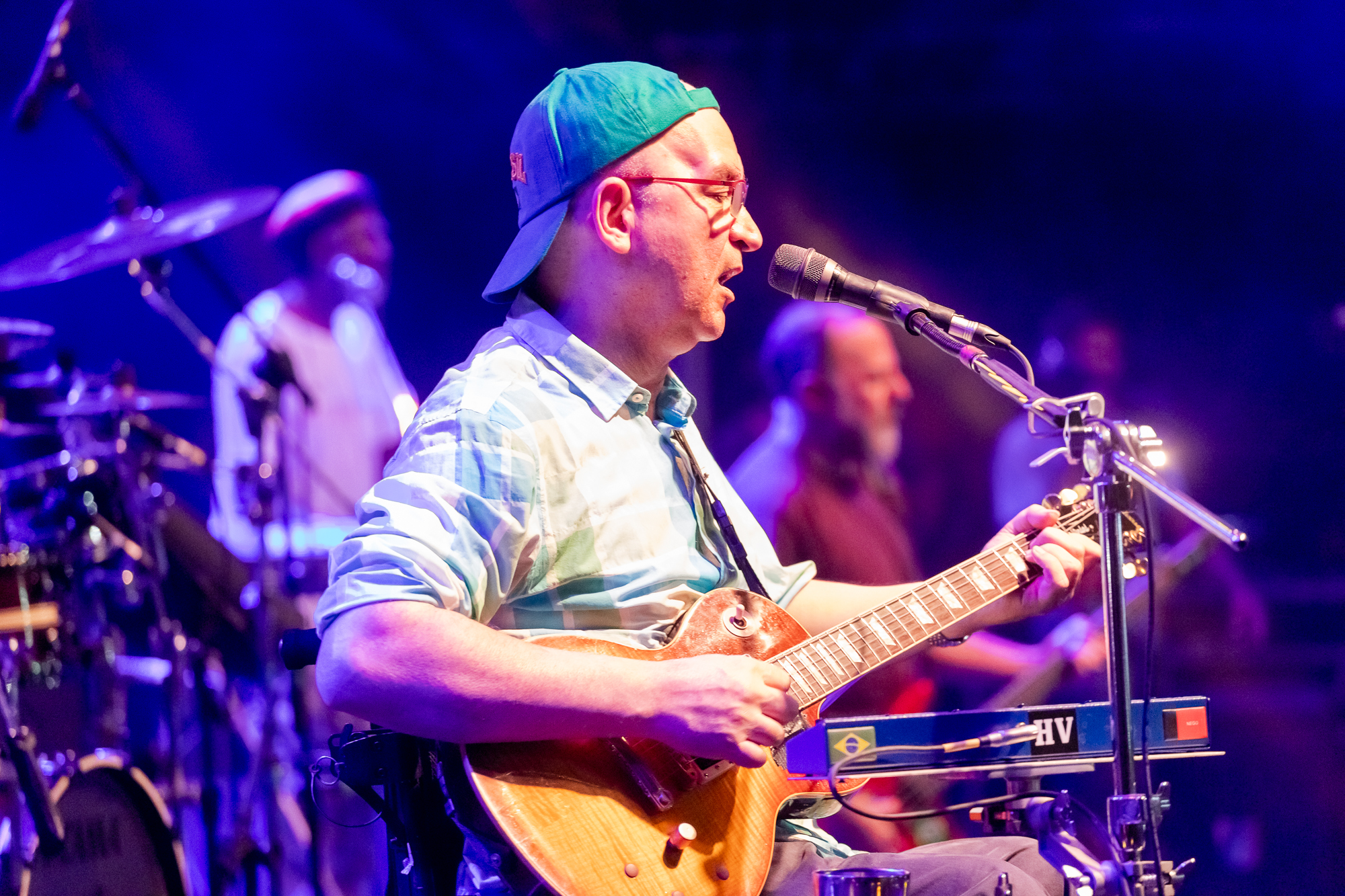
Paralamas do Sucesso
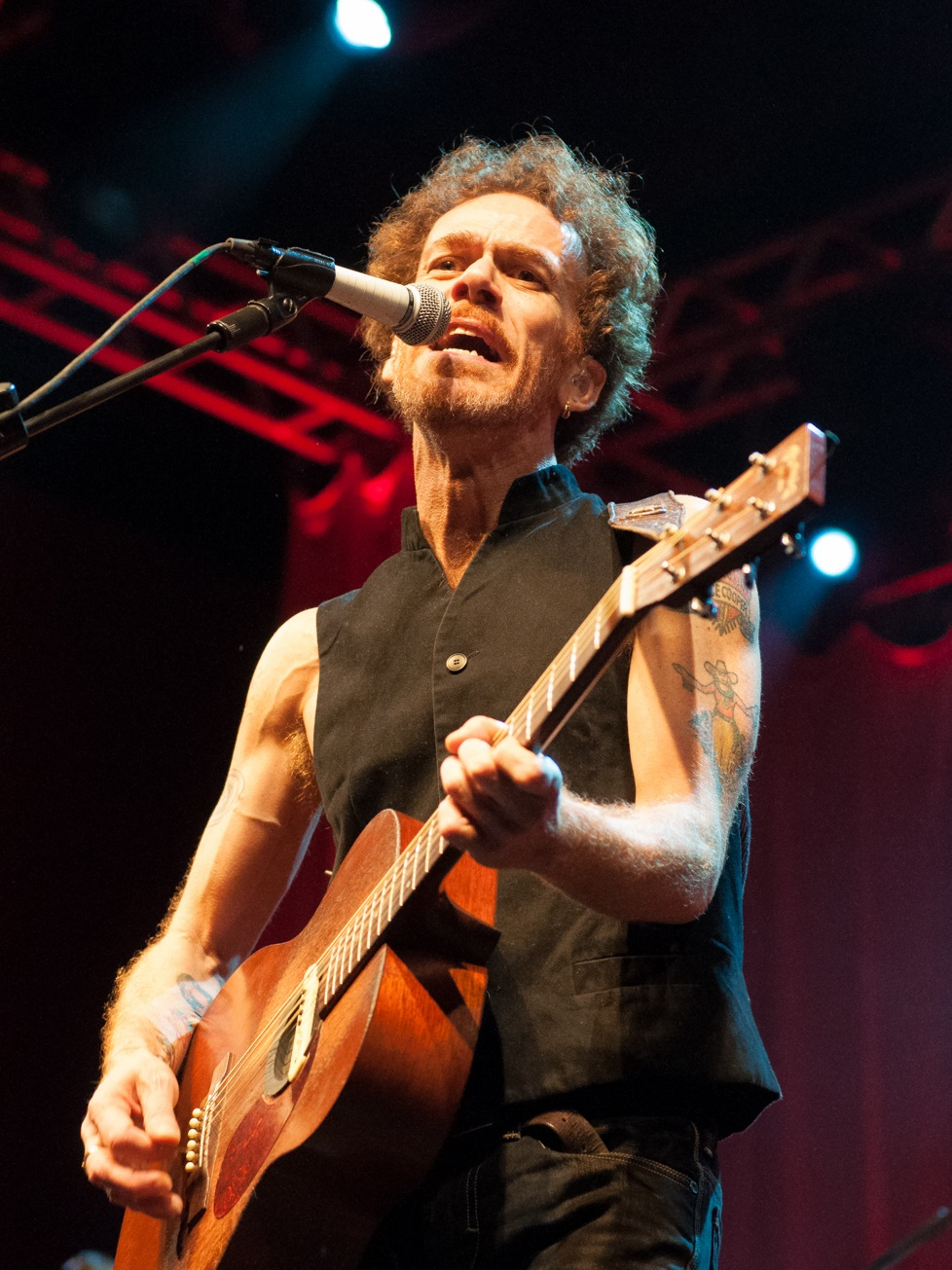
Nando Reis, membre de Titãs
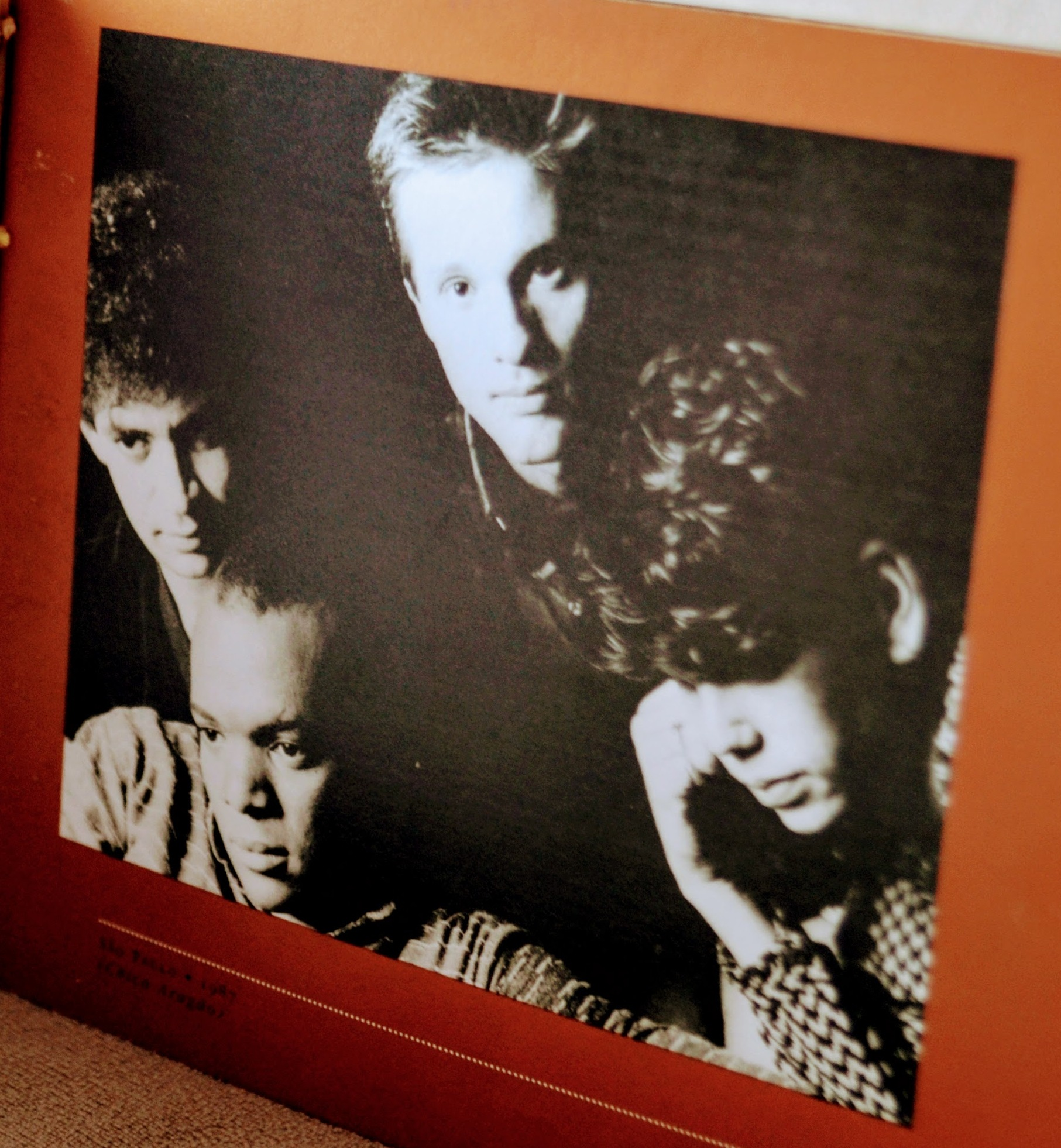
Legião Urbana
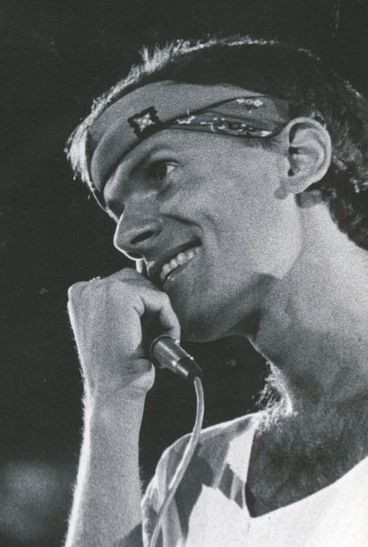
Cazuza, solista de Barão Vermelho

A la fi de la dècada del 1980, gèneres populars de caràcter regional, com el sertanejo, pagode, samba-reggae o axé music passaven a guanyar un espai considerable a nivell nacional.  Els anys noranta va veure com el funk carioca i el hip hop prenien protagonisme i s'assentaven en la programació radiofònica generalista. Bandes d'estils minoritaris, com ara el reggae o el heavy metal (i derivats com el thrash o el nu metal), van rebre un gran reconeixement per part de la crítica. Algun d'ells han gaudit d'una reeixida carrera internacional, com és el cas de Sepultura.

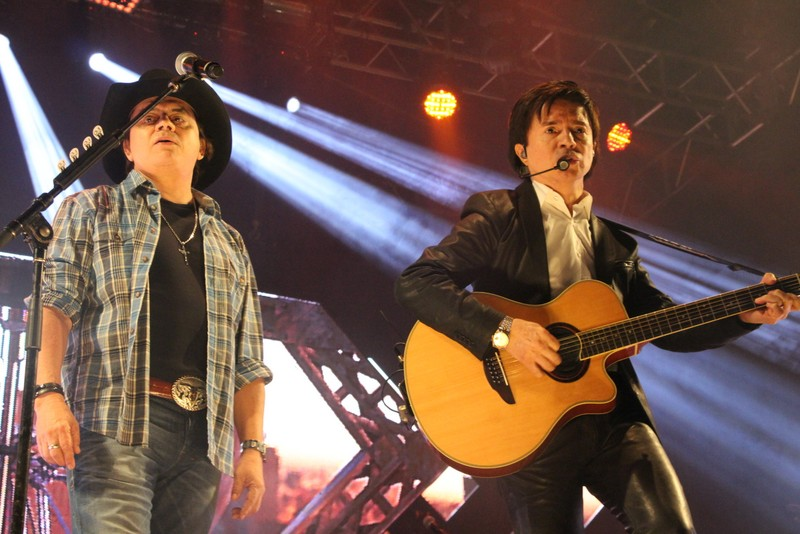
Chitãozinho & Xororó (sertanejo)
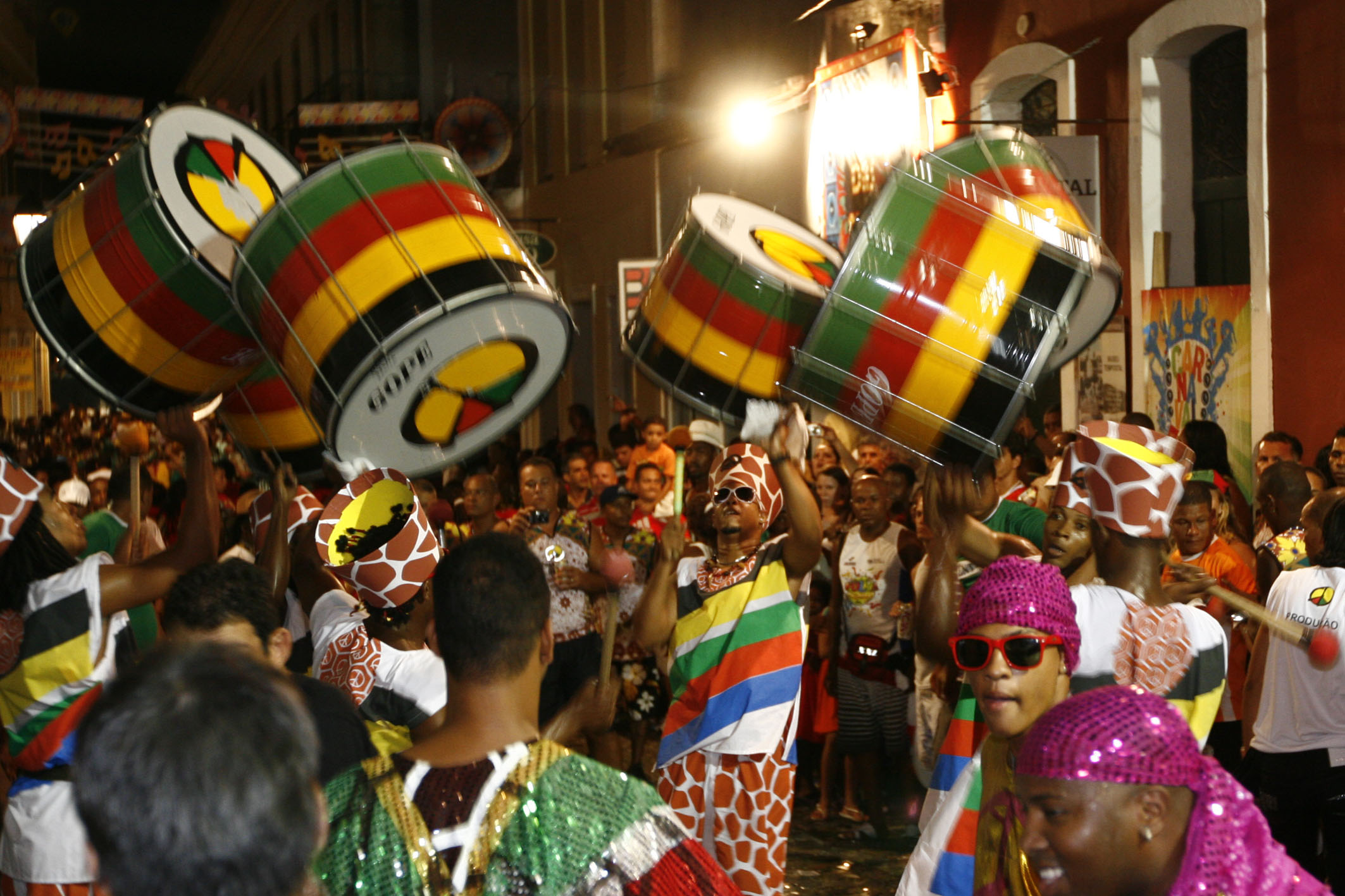
Olodum (samba-reggae)
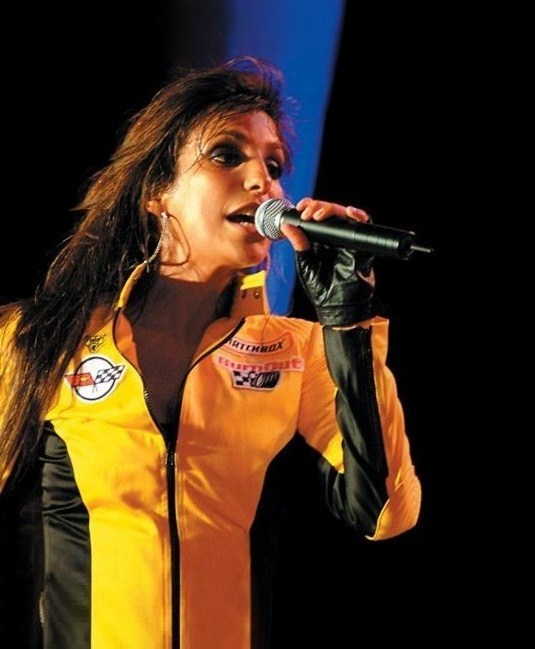
Ivete Sangalo (axé music)
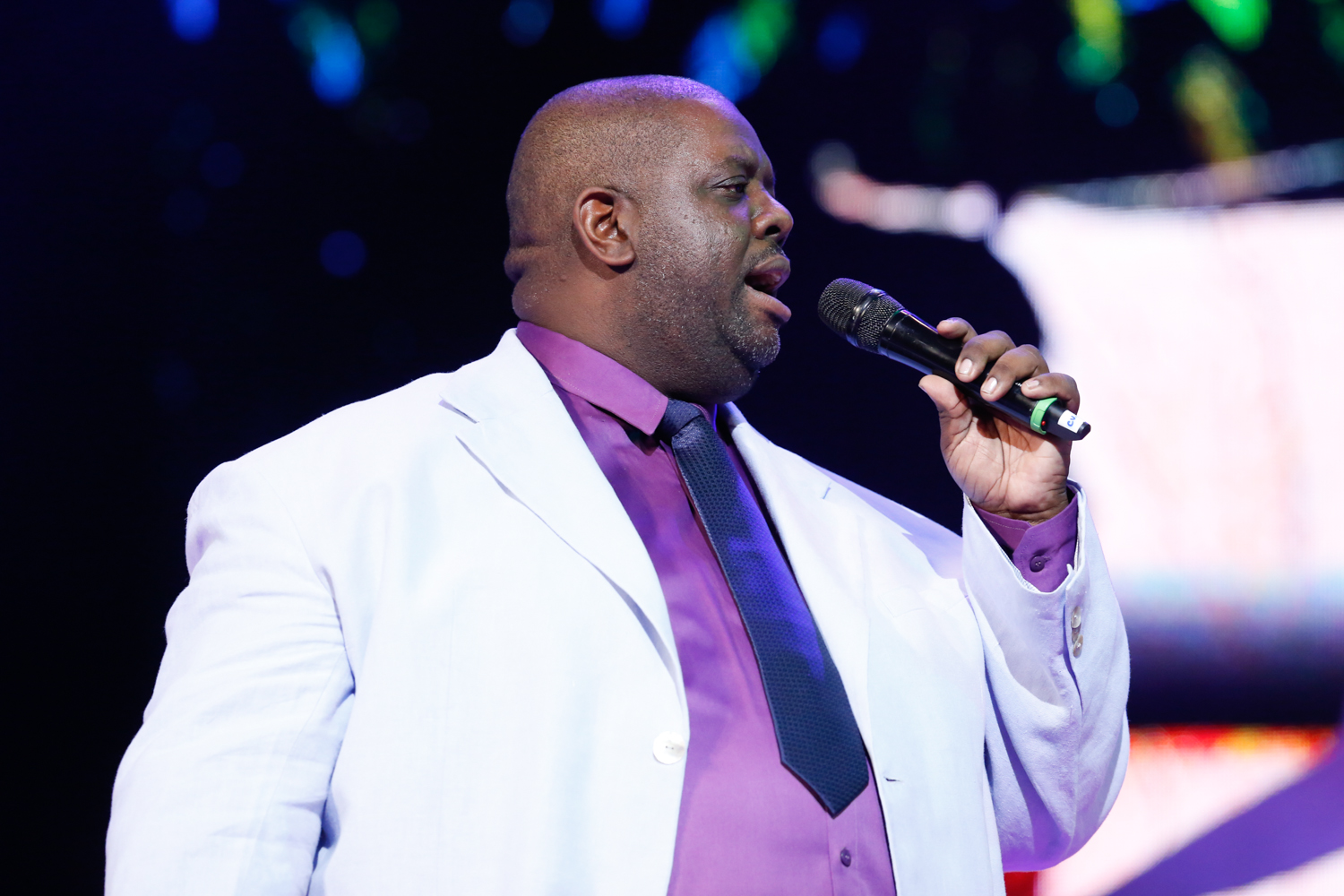
Péricles (pagode)
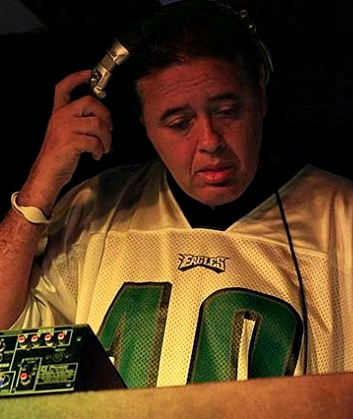
DJ Marlboro (funk carioca)
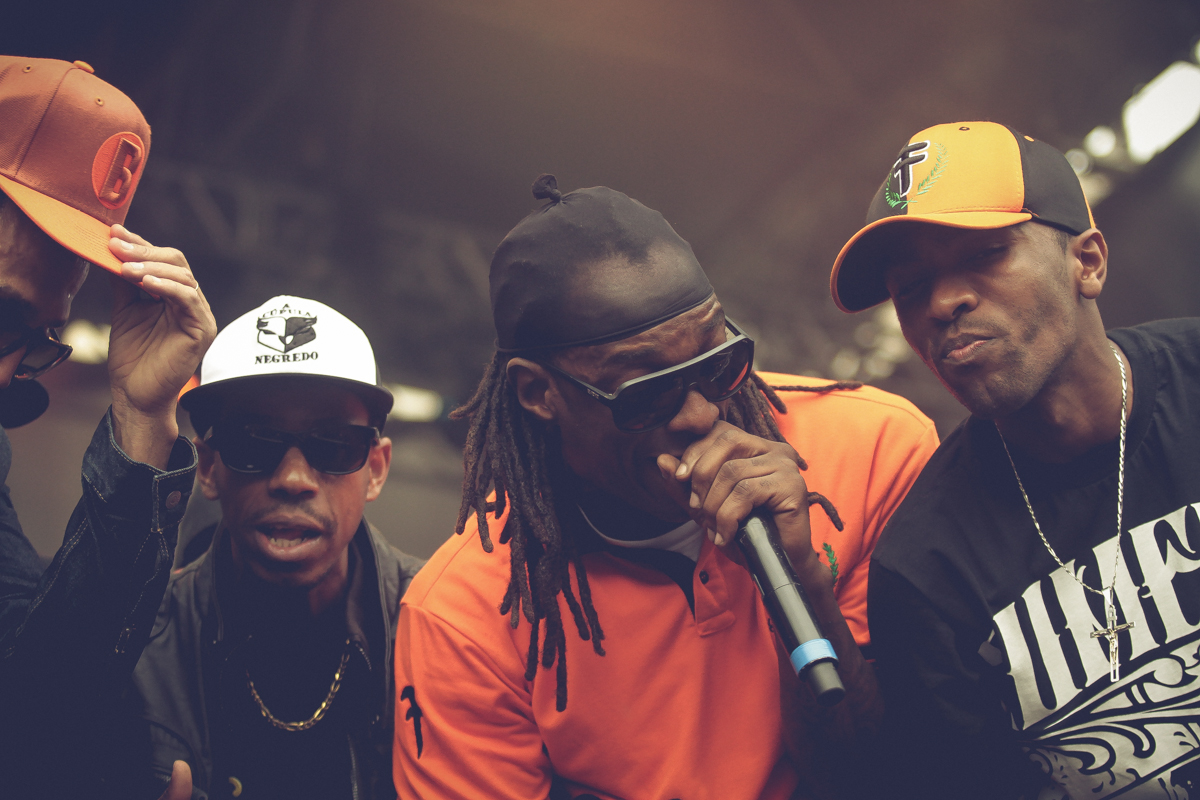
Racionais MC's (hip-hop)
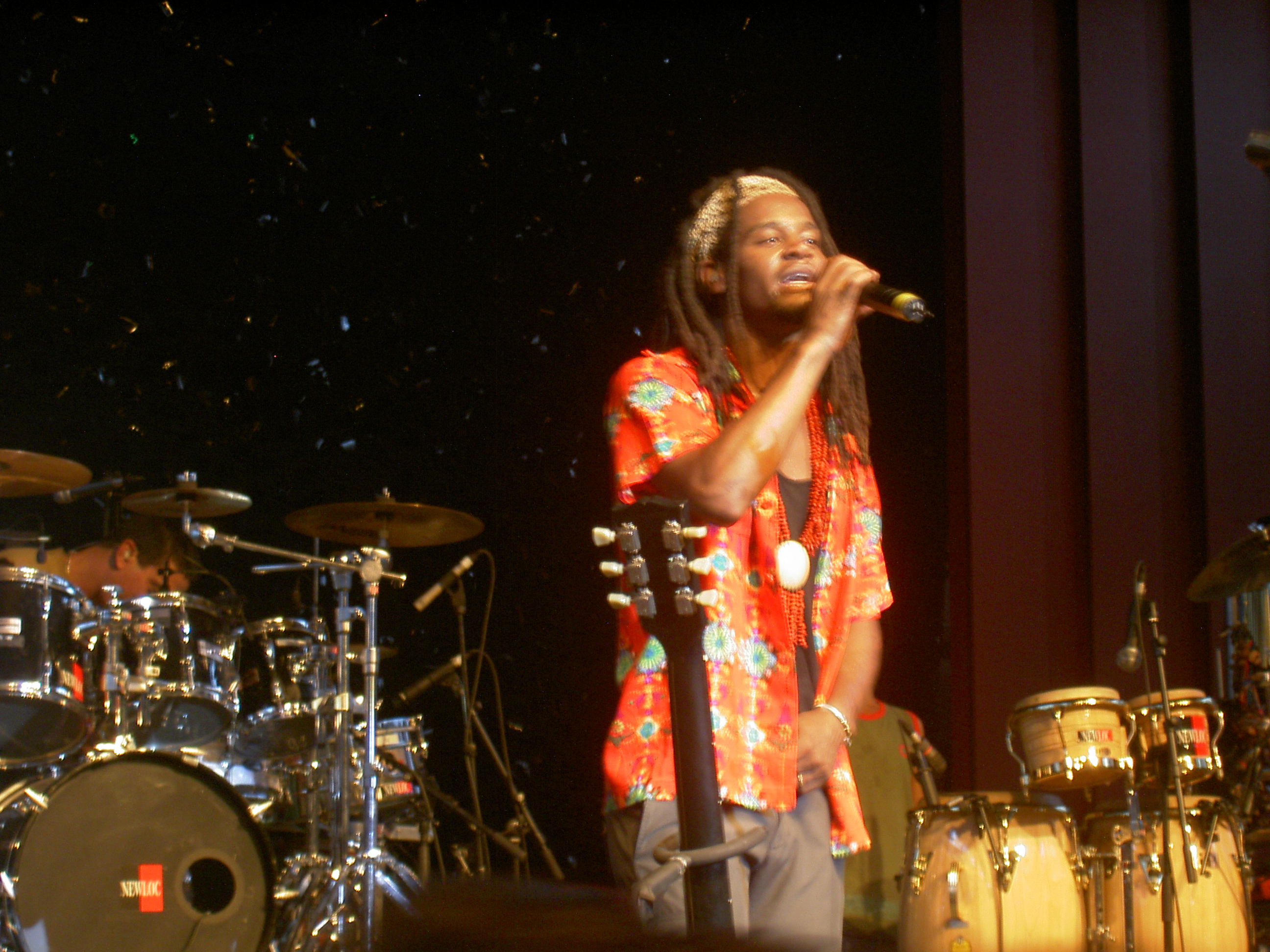
Cidade Negra (reggae)
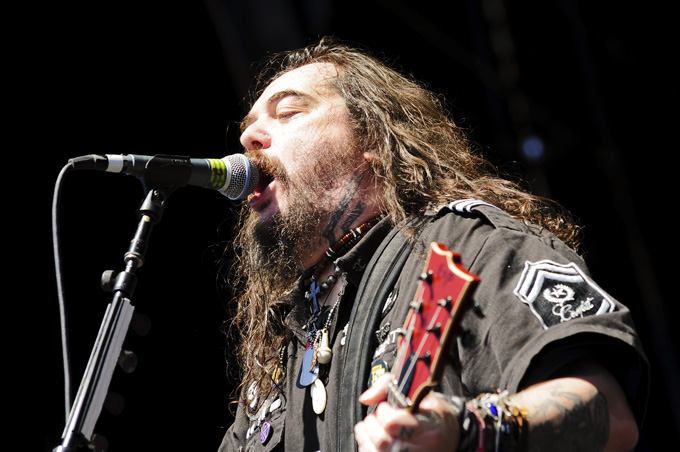
Max Cavalera, líder de Sepultura (heavy metal)